# Danh sách chuyển nhượng bóng đá Hà Lan hè 2011
Đây là danh sách chuyển nhượng của bóng đá Hà Lan hè năm 2011.
Thị trường mở cửa vào 1 tháng 7 năm 2011 và đóng cửa vào 31 tháng 8. Hợp đồng có thể ký vào bất kì thời điểm nào trong mùa, nhưng chỉ có hiệu lực khi thị trường mở cửa. Cầu thủ tự do có thể ký hợp đồng vào bất cứ thời gian nào.
| Thời gian           | Cầu thủ                  | Nơi đi                   | Nơi đến                | Giá             |
| ------------------- | ------------------------ | ------------------------ | ---------------------- | --------------- |
| 5 tháng 1 năm 2011  | Gill Swerts              | AZ Alkmaar               | Feyenoord              | Miễn phí        |
| 10 tháng 1 năm 2011 | Csaba Fehér              | NAC Breda                | Újpest FC              | Miễn phí        |
| 10 tháng 1 năm 2011 | Ruud Wellenberg          | SV Epe                   | Go Ahead Eagles        | Miễn phí        |
| 29 tháng 1 năm 2011 | Martijn Barto            | Harkemase Boys           | SC Cambuur             | Miễn phí        |
| 30 tháng 1 năm 2011 | Graziano Pellè           | AZ Alkmaar               | Parma F.C.             | Không tiết lộ   |
| 9 tháng 2 năm 2011  | Mitchell Donald          | AFC Ajax                 | Roda JC                | Miễn phí        |
| 9 tháng 2 năm 2011  | Willem Janssen           | Roda JC                  | FC Twente              | Miễn phí        |
| 14 tháng 2 năm 2011 | Marco van der Heide      | Flevo Boys               | SC Cambuur             | Miễn phí        |
| 18 tháng 2 năm 2011 | Matías Jones             | Danubio F.C.             | FC Groningen           | Không tiết lộ   |
| 22 tháng 2 năm 2011 | Jan Kromkamp             | PSV Eindhoven            | Go Ahead Eagles        | Miễn phí        |
| 22 tháng 2 năm 2011 | Kevin van Veen           | Helmond Sport            | Dijkse Boys            | Miễn phí        |
| 23 tháng 2 năm 2011 | Martijn Monteyne         | Germinal Beerschot       | Roda JC                | Miễn phí        |
| 27 tháng 2 năm 2011 | Erwin Nieuwboer          | Heracles Almelo          | HSC '21                | Miễn phí        |
| 1 tháng 3 năm 2011  | Davy De Beule            | KV Kortrijk              | Roda JC                | Miễn phí        |
| 4 tháng 3 năm 2011  | Luc Castaignos           | Feyenoord                | Inter Milan            | €3.5M           |
| 14 tháng 3 năm 2011 | Marc Höcher              | Helmond Sport            | ADO Den Haag           | Miễn phí        |
| 15 tháng 3 năm 2011 | Patrick Gerritsen        | FC Twente                | Go Ahead Eagles        | Miễn phí        |
| 18 tháng 3 năm 2011 | Mart Dijkstra            | Harkemase Boys           | SC Cambuur             | Miễn phí        |
| 22 tháng 3 năm 2011 | Tim Cornelisse           | FC Utrecht               | FC Twente              | Miễn phí        |
| 23 tháng 3 năm 2011 | Fredrik Stenman          | FC Groningen             | Club Brugge            | Miễn phí        |
| 23 tháng 3 năm 2011 | Mark-Jan Fledderus       | Heracles Almelo          | Roda JC                | Miễn phí        |
| 24 tháng 3 năm 2011 | Bart van Hintum          | FC Dordrecht             | FC Zwolle              | Miễn phí        |
| 25 tháng 3 năm 2011 | Björn Vleminckx          | NEC Nijmegen             | Club Brugge            | €3.3M           |
| 25 tháng 3 năm 2011 | Bart van Brakel          | FC Eindhoven             | FC Den Bosch           | Miễn phí        |
| 29 tháng 3 năm 2011 | Sven Kums                | KV Kortrijk              | SC Heerenveen          | Không tiết lộ   |
| 29 tháng 3 năm 2011 | Benjamin van den Broek   | Shrewsbury Town          | FC Den Bosch           | Miễn phí        |
| 31 tháng 3 năm 2011 | Leon Broekhof            | De Graafschap            | Roda JC                | Miễn phí        |
| 31 tháng 3 năm 2011 | Éric                     | FC Zwolle                | NAC Breda              | Miễn phí        |
| 31 tháng 3 năm 2011 | Jordy Buijs              | De Graafschap            | NAC Breda              | Miễn phí        |
| 31 tháng 3 năm 2011 | Rochdi Achenteh          | FC Eindhoven             | FC Zwolle              | Miễn phí        |
| 1 tháng 4 năm 2011  | Ewald Koster             | SC Veendam               | Harkemase Boys         | Miễn phí        |
| 5 tháng 4 năm 2011  | Jarchinio Antonia        | ADO Den Haag             | Go Ahead Eagles        | Miễn phí        |
| 12 tháng 4 năm 2011 | Jeffrey van Nuland       | Jong PSV                 | Willem II Tilburg      | Miễn phí        |
| 14 tháng 4 năm 2011 | Khalid Sinouh            | FC Utrecht               | PSV Eindhoven          | Miễn phí        |
| 14 tháng 4 năm 2011 | Ibad Muhamadu            | Helmond Sport            | SV Spakenburg          | Miễn phí        |
| 15 tháng 4 năm 2011 | Jeffrey Rijsdijk         | FC Groningen             | FC Dordrecht           | Miễn phí        |
| 15 tháng 4 năm 2011 | Arnoud van Toor          | AGOVV                    | IJsselmeervogels       | Miễn phí        |
| 19 tháng 4 năm 2011 | Kevin Hofland            | Feyenoord                | AEK Larnaca            | Miễn phí        |
| 20 tháng 4 năm 2011 | Michael Silberbauer      | FC Utrecht               | Young Boys Bern        | Miễn phí        |
| 20 tháng 4 năm 2011 | Vladan Kujovic           | Willem II Tilburg        | Club Brugge            | Miễn phí        |
| 21 tháng 4 năm 2011 | Darryl Lachman           | FC Groningen             | FC Zwolle              | Miễn phí        |
| 22 tháng 4 năm 2011 | Lorenzo Burnet           | Jong Ajax                | FC Groningen           | Miễn phí        |
| 22 tháng 4 năm 2011 | Johan Kappelhof          | Jong Ajax                | FC Groningen           | Miễn phí        |
| 22 tháng 4 năm 2011 | René van Dieren          | Sparta Rotterdam         | FC Lienden             | Miễn phí        |
| 22 tháng 4 năm 2011 | Melvin de Leeuw          | RBC Roosendaal           | SC Cambuur             | Miễn phí        |
| 24 tháng 4 năm 2011 | Bernard Hofstede         | Fortuna Sittard          | De Treffers            | Miễn phí        |
| 26 tháng 4 năm 2011 | Wouter de Vogel          | AZ Alkmaar               | ADO Den Haag           | Miễn phí        |
| 26 tháng 4 năm 2011 | Paul Mulders             | AGOVV                    | ADO Den Haag           | Miễn phí        |
| 26 tháng 4 năm 2011 | Rudy Jansen              | FC Zwolle                | SV Spakenburg          | Miễn phí        |
| 27 tháng 4 năm 2011 | Rico Wolven              | Jong Heerenveen          | SC Veendam             | Miễn phí        |
| 29 tháng 4 năm 2011 | Bas Sibum                | NEC Nijmegen             | Alemannia Aachen       | Miễn phí        |
| 5 tháng 5 năm 2011  | Ralf Seuntjens           | RBC Roosendaal           | FC Den Bosch           | Miễn phí        |
| 7 tháng 5 năm 2011  | Wilmer Kousemaker        | FC Den Bosch             | FC Dordrecht           | Miễn phí        |
| 9 tháng 5 năm 2011  | David Abdul              | Sparta Rotterdam         | RVVH                   | Miễn phí        |
| 10 tháng 5 năm 2011 | Gerry Koning             | SC Heerenveen            | FC Volendam            | Miễn phí        |
| 11 tháng 5 năm 2011 | Jeffrey Vlug             | FC Eindhoven             | FC Den Bosch           | Miễn phí        |
| 12 tháng 5 năm 2011 | Melvin Platje            | FC Volendam              | NEC Nijmegen           | Miễn phí        |
| 13 tháng 5 năm 2011 | Jaime Bruinier           | AGOVV                    | Sparta Rotterdam       | Miễn phí        |
| 13 tháng 5 năm 2011 | Marien Willemsen         | Almere City FC           | SV Spakenburg          | Miễn phí        |
| 15 tháng 5 năm 2011 | René Wessels             | SC Veendam               | SV Meppen              | Miễn phí        |
| 16 tháng 5 năm 2011 | Rob Wielaert             | AFC Ajax                 | Roda JC                | Miễn phí        |
| 18 tháng 5 năm 2011 | Rik Sebens               | De Graafschap            | Achilles '29           | Miễn phí        |
| 18 tháng 5 năm 2011 | Pim Gubbels              | Fortuna Sittard          | GSV '26                | Miễn phí        |
| 19 tháng 5 năm 2011 | Lorenzo Davids           | NEC Nijmegen             | FC Augsburg            | Miễn phí        |
| 22 tháng 5 năm 2011 | Thulani Serero           | Ajax CT                  | AFC Ajax               | Không tiết lộ   |
| 23 tháng 5 năm 2011 | Theo Janssen             | FC Twente                | AFC Ajax               | €3M             |
| 24 tháng 5 năm 2011 | Lerin Duarte             | Sparta Rotterdam         | Heracles Almelo        | Không tiết lộ   |
| 24 tháng 5 năm 2011 | Michael Vakalopoulos     | Vitesse                  | AGOVV                  | Cho mượn        |
| 24 tháng 5 năm 2011 | Just Berends             | Vitesse                  | AGOVV                  | Cho mượn        |
| 24 tháng 5 năm 2011 | Jerry van Ewijk          | Vitesse                  | AGOVV                  | Cho mượn        |
| 25 tháng 5 năm 2011 | Stef Nijland             | PSV Eindhoven            | NEC Nijmegen           | Cho mượn        |
| 25 tháng 5 năm 2011 | Eelco Horsten            | Roda JC                  | VV UNA                 | Miễn phí        |
| 25 tháng 5 năm 2011 | Guyon Fernandez          | Excelsior Rotterdam      | Feyenoord              | Miễn phí        |
| 25 tháng 5 năm 2011 | Miquel Nelom             | Excelsior Rotterdam      | Feyenoord              | Miễn phí        |
| 25 tháng 5 năm 2011 | Dulee Johnson            | Panetolikos F.C.         | De Graafschap          | Miễn phí        |
| 26 tháng 5 năm 2011 | Roly Bonevacia           | AFC Ajax                 | NAC Breda              | Cho mượn        |
| 26 tháng 5 năm 2011 | Mitchell te Vrede        | Jong AZ                  | Excelsior Rotterdam    | Miễn phí        |
| 26 tháng 5 năm 2011 | Mitchell van Gastel      | Sparta Rotterdam         | VV Nieuwenhoorn        | Miễn phí        |
| 26 tháng 5 năm 2011 | Joey Brock               | RBC Roosendaal           | FC Den Bosch           | Miễn phí        |
| 27 tháng 5 năm 2011 | Joël Tillema             | ADO Den Haag             | SVV Scheveningen       | Miễn phí        |
| 27 tháng 5 năm 2011 | Patrick ter Mate         | Jong Vitesse             | Go Ahead Eagles        | Miễn phí        |
| 30 tháng 5 năm 2011 | Wilko de Vogt            | FC Twente                | VVV-Venlo              | Miễn phí        |
| 30 tháng 5 năm 2011 | Barry Maguire            | FC Utrecht               | VVV-Venlo              | Miễn phí        |
| 30 tháng 5 năm 2011 | Norair Mamedov           | Jong FC Groningen        | FC Zwolle              | Miễn phí        |
| 31 tháng 5 năm 2011 | Mark Veldmate            | Helmond Sport            | Sparta Rotterdam       | Miễn phí        |
| 31 tháng 5 năm 2011 | Jeroen Veldmate          | FC Groningen             | Sparta Rotterdam       | Miễn phí        |
| 31 tháng 5 năm 2011 | Bruno Andrade            | Helmond Sport            | Sint-Truiden           | Miễn phí        |
| 1 tháng 6 năm 2011  | Ryan Koolwijk            | Excelsior Rotterdam      | NEC Nijmegen           | Miễn phí        |
| 1 tháng 6 năm 2011  | Karim Fachtali           | Almere City FC           | RKC Waalwijk           | Miễn phí        |
| 1 tháng 6 năm 2011  | Esad Razic               | FC Oss                   | Rot-Weiß Oberhausen    | Miễn phí        |
| 3 tháng 6 năm 2011  | Michiel van den Berg     | Sparta Rotterdam         | FC 's-Gravenzande      | Miễn phí        |
| 3 tháng 6 năm 2011  | Donny de Groot           | RKC Waalwijk             | Willem II Tilburg      | Miễn phí        |
| 3 tháng 6 năm 2011  | Martijn van der Laan     | SC Veendam               | SC Cambuur             | Miễn phí        |
| 3 tháng 6 năm 2011  | Marco Bizot              | AFC Ajax                 | SC Cambuur             | Cho mượn        |
| 3 tháng 6 năm 2011  | Jonathan Vosselman       | Go Ahead Eagles          | SC Cambuur             | Miễn phí        |
| 3 tháng 6 năm 2011  | Osama Rashid             | Jong Feyenoord           | FC Den Bosch           | Miễn phí        |
| 4 tháng 6 năm 2011  | Giorgio Achterberg       | ADO Den Haag             | FC Dordrecht           | Cho mượn        |
| 4 tháng 6 năm 2011  | Roderick Gielisse        | ADO Den Haag             | FC Dordrecht           | Cho mượn        |
| 4 tháng 6 năm 2011  | Serhat Köksal            | ADO Den Haag             | FC Dordrecht           | Cho mượn        |
| 4 tháng 6 năm 2011  | Sinan Kaloglu            | Vitesse                  | Karabükspor            | Miễn phí        |
| 4 tháng 6 năm 2011  | Robbie Haemhouts         | Helmond Sport            | Willem II Tilburg      | Miễn phí        |
| 6 tháng 6 năm 2011  | Erik Wegh                | FC Oss                   | De Bataven             | Miễn phí        |
| 6 tháng 6 năm 2011  | Paul Beekmans            | SC Cambuur               | Gold Coast United      | Miễn phí        |
| 7 tháng 6 năm 2011  | Pa-Modou Kah             | Roda JC                  | Al-Khor                | Miễn phí        |
| 7 tháng 6 năm 2011  | Tjaronn Chery            | FC Emmen                 | ADO Den Haag           | Không tiết lộ.  |
| 7 tháng 6 năm 2011  | Mike Zonneveld           | AEL Limassol             | NAC Breda              | Miễn phí        |
| 7 tháng 6 năm 2011  | Ryan van Dijk            | NEC Nijmegen             | FC Oss                 | Miễn phí        |
| 7 tháng 6 năm 2011  | Jordy Braam              | Jong NEC                 | FC Oss                 | Miễn phí        |
| 7 tháng 6 năm 2011  | Dennis Janssen           | Jong NEC                 | FC Oss                 | Miễn phí        |
| 7 tháng 6 năm 2011  | Marc Roebbers            | Jong NEC                 | FC Oss                 | Miễn phí        |
| 7 tháng 6 năm 2011  | Dominique Scholten       | FC Oss                   | Achilles '29           | Miễn phí        |
| 8 tháng 6 năm 2011  | Wesley de Ruiter         | FC Utrecht               | Excelsior Rotterdam    | Miễn phí        |
| 8 tháng 6 năm 2011  | Jordy Deckers            | Jong Ajax                | Excelsior Rotterdam    | Miễn phí        |
| 8 tháng 6 năm 2011  | Moussa Kalisse           | FC Dordrecht             | FCM Targu Mureş        | Miễn phí        |
| 9 tháng 6 năm 2011  | Michael de Leeuw         | SC Veendam               | De Graafschap          | Không tiết lộ   |
| 9 tháng 6 năm 2011  | Roel Janssen             | VVV-Venlo                | Fortuna Sittard        | Miễn phí        |
| 9 tháng 6 năm 2011  | Aleksander Šeliga        | Sparta Rotterdam         | NK Olimpija            | Miễn phí        |
| 9 tháng 6 năm 2011  | Eric Quekel              | FC Dordrecht             | Helmond Sport          | Miễn phí        |
| 9 tháng 6 năm 2011  | Theo Lucius              | FC Den Bosch             | FC Eindhoven           | Miễn phí        |
| 10 tháng 6 năm 2011 | Samuel Scheimann         | FC Den Bosch             | Excelsior Rotterdam    | Miễn phí        |
| 10 tháng 6 năm 2011 | Florian Jozefzoon        | AFC Ajax                 | NAC Breda              | Cho mượn        |
| 10 tháng 6 năm 2011 | Niels Vorthoren          | FC Den Bosch             | Excelsior Rotterdam    | Miễn phí        |
| 10 tháng 6 năm 2011 | Roland Alberg            | Jong AZ                  | Excelsior Rotterdam    | Miễn phí        |
| 10 tháng 6 năm 2011 | Dennis Krohne            | Harkemase Boys           | AGOVV                  | Miễn phí        |
| 10 tháng 6 năm 2011 | Charlie van den Ouweland | Unattached               | FC Oss                 | Miễn phí        |
| 11 tháng 6 năm 2011 | Gerard Aafjes            | MVV                      | FC Zwolle              | Miễn phí        |
| 11 tháng 6 năm 2011 | Yannick de Wit           | Unattached               | Go Ahead Eagles        | Miễn phí        |
| 12 tháng 6 năm 2011 | Balázs Dzsudzsák         | PSV Eindhoven            | Anzhi                  | €14M            |
| 12 tháng 6 năm 2011 | Tom Boks                 | ADO Den Haag             | SVV Scheveningen       | Miễn phí        |
| 13 tháng 6 năm 2011 | Boy Waterman             | AZ Alkmaar               | Alemannia Aachen       | Miễn phí        |
| 13 tháng 6 năm 2011 | Paddy John               | Fortuna Sittard          | VfL Osnabrück          | Miễn phí        |
| 14 tháng 6 năm 2011 | Žarko Grabovač           | Fortuna Sittard          | Helmond Sport          | Miễn phí        |
| 15 tháng 6 năm 2011 | Marvin Zeegelaar         | AFC Ajax                 | Espanyol               | Miễn phí        |
| 15 tháng 6 năm 2011 | Andreas Granqvist        | FC Groningen             | Genoa                  | €2M             |
| 15 tháng 6 năm 2011 | Christian Grindheim      | SC Heerenveen            | FC Copenhagen          | Không tiết lộ   |
| 15 tháng 6 năm 2011 | Mark Otten               | NEC Nijmegen             | Ferencvárosi TC        | Miễn phí        |
| 15 tháng 6 năm 2011 | Yoshiaki Takagi          | Tokyo Verdy              | FC Utrecht             | Không tiết lộ   |
| 15 tháng 6 năm 2011 | Roy de Ruiter            | AGOVV                    | FC Oss                 | Miễn phí        |
| 15 tháng 6 năm 2011 | Jeffrey Hoogenbosch      | VV Union                 | FC Oss                 | Miễn phí        |
| 16 tháng 6 năm 2011 | Nassir Maachi            | SC Cambuur               | FC Zwolle              | Miễn phí        |
| 17 tháng 6 năm 2011 | Tim Receveur             | Jong NAC                 | AGOVV                  | Miễn phí        |
| 17 tháng 6 năm 2011 | Randy Wolters            | Jong Utrecht             | FC Emmen               | Miễn phí        |
| 16 tháng 6 năm 2011 | Stijn Schaars            | AZ Alkmaar               | Sporting CP            | Không tiết lộ   |
| 16 tháng 6 năm 2011 | Frank van Kouwen         | VVV-Venlo                | FC Eindhoven           | Miễn phí        |
| 16 tháng 6 năm 2011 | Jerge Hoefdraad          | Almere City FC           | Telstar                | Miễn phí        |
| 16 tháng 6 năm 2011 | Kevin Diaz               | SC Cambuur               | Fortuna Sittard        | Miễn phí        |
| 17 tháng 6 năm 2011 | Davy De Fauw             | Roda JC                  | SV Zulte Waregem       | Không tiết lộ   |
| 17 tháng 6 năm 2011 | Pascal Bosschaart        | ADO Den Haag             | Sydney FC              | Miễn phí        |
| 17 tháng 6 năm 2011 | Nayib Lagouireh          | Jong Feyenoord           | Excelsior Rotterdam    | Miễn phí        |
| 17 tháng 6 năm 2011 | Erwin Nuytinck           | RBC Roosendaal           | Excelsior Rotterdam    | Miễn phí        |
| 17 tháng 6 năm 2011 | Hans Mulder              | RKC Waalwijk             | Willem II Tilburg      | Miễn phí        |
| 17 tháng 6 năm 2011 | Martijn Thomassen        | Jong PSV                 | AGOVV                  | Miễn phí        |
| 17 tháng 6 năm 2011 | Marc Wagemakers          | Sint-Truiden             | Fortuna Sittard        | Miễn phí        |
| 17 tháng 6 năm 2011 | Fabio Caracciolo         | Fortuna Sittard          | CS Visé                | Không tiết lộ   |
| 17 tháng 6 năm 2011 | Reza Ghoochannejhad      | SC Cambuur               | Sint-Truiden           | Không tiết lộ   |
| 17 tháng 6 năm 2011 | Danny Guijt              | SC Cambuur               | Willem II Tilburg      | Miễn phí        |
| 18 tháng 6 năm 2011 | Richard Stolte           | SC Heerenveen            | Fortuna Sittard        | Cho mượn        |
| 18 tháng 6 năm 2011 | Danny Schreurs           | FC Zwolle                | Willem II Tilburg      | Miễn phí        |
| 18 tháng 6 năm 2011 | Kevin Huijsman           | Jong Utrecht             | FC Oss                 | Miễn phí        |
| 20 tháng 6 năm 2011 | Derk Boerrigter          | RKC Waalwijk             | AFC Ajax               | Không tiết lộ   |
| 20 tháng 6 năm 2011 | Michael Jansen           | FC Groningen             | Go Ahead Eagles        | Miễn phí        |
| 20 tháng 6 năm 2011 | Rasmus Lindgren          | AFC Ajax                 | Salzburg               | Miễn phí        |
| 20 tháng 6 năm 2011 | Jasper Waalkens          | Willem II Tilburg        | FC Eindhoven           | Miễn phí        |
| 20 tháng 6 năm 2011 | David Meul               | SC Cambuur               | Willem II Tilburg      | Miễn phí        |
| 21 tháng 6 năm 2011 | Gijs Luirink             | AZ Alkmaar               | Sparta Rotterdam       | Miễn phí        |
| 21 tháng 6 năm 2011 | Tom Overtoom             | Jong Ajax                | Sparta Rotterdam       | Miễn phí        |
| 21 tháng 6 năm 2011 | Jorrit Kunst             | FC Groningen             | FC Emmen               | Miễn phí        |
| 21 tháng 6 năm 2011 | Leroy Resodihardjo       | ADO Den Haag             | Almere City FC         | Miễn phí        |
| 21 tháng 6 năm 2011 | Gino Felixdaal           | Vitesse                  | Almere City FC         | Miễn phí        |
| 21 tháng 6 năm 2011 | Mitchell Kappenberg      | HHC Hardenberg           | Almere City FC         | Miễn phí        |
| 21 tháng 6 năm 2011 | Kevin Jansen             | Jong Feyenoord           | Excelsior Rotterdam    | Cho mượn        |
| 21 tháng 6 năm 2011 | Marley Berkvens          | Jong Feyenoord           | Excelsior Rotterdam    | Cho mượn        |
| 21 tháng 6 năm 2011 | Daan Smith               | Jong Feyenoord           | Excelsior Rotterdam    | Cho mượn        |
| 21 tháng 6 năm 2011 | Tim Eekman               | Jong Feyenoord           | Excelsior Rotterdam    | Miễn phí        |
| 21 tháng 6 năm 2011 | Wout Droste              | Go Ahead Eagles          | SC Cambuur             | Miễn phí        |
| 21 tháng 6 năm 2011 | Erik Bakker              | FC Zwolle                | SC Cambuur             | Không tiết lộ   |
| 21 tháng 6 năm 2011 | Marc Nygaard             | SpVgg Unterhaching       | Helmond Sport          | Miễn phí        |
| 22 tháng 6 năm 2011 | Hector Moreno            | AZ Alkmaar               | Espanyol               | €4M             |
| 22 tháng 6 năm 2011 | Bart Biemans             | Willem II Tilburg        | Roda JC                | Miễn phí        |
| 22 tháng 6 năm 2011 | Peter Reekers            | Heracles Almelo          | AGOVV                  | Miễn phí        |
| 22 tháng 6 năm 2011 | Morten Skoubo            | FC Utrecht               | Odense Boldklub        | Miễn phí        |
| 22 tháng 6 năm 2011 | Kevin Brands             | Jong AZ                  | Telstar                | Miễn phí        |
| 22 tháng 6 năm 2011 | Gurçan Sari              | Gençlerbirligi           | Telstar                | Miễn phí        |
| 22 tháng 6 năm 2011 | Steef Nieuwendaal        | FC Den Bosch             | Sparta Rotterdam       | Miễn phí        |
| 22 tháng 6 năm 2011 | Sidney Schmeltz          | Almere City FC           | Sparta Rotterdam       | Miễn phí        |
| 22 tháng 6 năm 2011 | Pepijn Veerman           | RBC Roosendaal           | Helmond Sport          | Miễn phí        |
| 23 tháng 6 năm 2011 | Aleksandar Rankovic      | ADO Den Haag             | Partizan Belgrade      | Miễn phí        |
| 23 tháng 6 năm 2011 | Santy Hulst              | ADO Den Haag             | FC Dordrecht           | Miễn phí        |
| 23 tháng 6 năm 2011 | Cees Toet                | RBC Roosendaal           | Almere City FC         | Miễn phí        |
| 24 tháng 6 năm 2011 | Jagos Vukovic            | PSV Eindhoven            | Roda JC                | Cho mượn        |
| 24 tháng 6 năm 2011 | Jeroen Zoet              | PSV Eindhoven            | RKC Waalwijk           | Cho mượn        |
| 24 tháng 6 năm 2011 | Kees Kwakman             | FC Augsburg              | FC Groningen           | Miễn phí        |
| 24 tháng 6 năm 2011 | Emil Johansson           | Molde FK                 | FC Groningen           | €550K           |
| 24 tháng 6 năm 2011 | Serhat Koç               | FC Groningen             | FC Eindhoven           | Miễn phí        |
| 24 tháng 6 năm 2011 | Joost Ebergen            | NEC Nijmegen             | FC Oss                 | Miễn phí        |
| 24 tháng 6 năm 2011 | Benjamin Baltes          | Excelsior Rotterdam      | Wuppertaler SV         | Miễn phí        |
| 24 tháng 6 năm 2011 | Florian Riedel           | AGOVV                    | VfL Osnabrück          | Miễn phí        |
| 24 tháng 6 năm 2011 | Gilian Justiana          | FC Zwolle                | Helmond Sport          | Không tiết lộ   |
| 24 tháng 6 năm 2011 | Ilja van Leerdam         | Helmond Sport            | FC Edmonton            | Miễn phí        |
| 24 tháng 6 năm 2011 | Bart van Muyen           | FC Dordrecht             | FC Oss                 | Miễn phí        |
| 25 tháng 6 năm 2011 | Sjoerd Ars               | FC Zwolle                | Levski Sofia           | €300K           |
| 25 tháng 6 năm 2011 | Gonzalo García García    | FC Groningen             | AEK Larnaca            | Miễn phí        |
| 25 tháng 6 năm 2011 | Luis Pedro               | Go Ahead Eagles          | Heracles Almelo        | Không tiết lộ   |
| 25 tháng 6 năm 2011 | Marcel van der Sloot     | FC Dordrecht             | FC Oss                 | Miễn phí        |
| 26 tháng 6 năm 2011 | Leonardo                 | NAC Breda                | Salzburg               | Cho mượn        |
| 26 tháng 6 năm 2011 | Randy Rustenberg         | AGOVV                    | FC Emmen               | Miễn phí        |
| 26 tháng 6 năm 2011 | Harmen Kuperus           | Willem II Tilburg        | FC Emmen               | Miễn phí        |
| 26 tháng 6 năm 2011 | Brahim Zaari             | FC Den Bosch             | FC Eindhoven           | Miễn phí        |
| 27 tháng 6 năm 2011 | Filip Lukšík             | FK Senica                | ADO Den Haag           | Không tiết lộ   |
| 27 tháng 6 năm 2011 | Hyun-Jun Suk             | AFC Ajax                 | FC Groningen           | Miễn phí        |
| 27 tháng 6 năm 2011 | Ruud Boymans             | VVV-Venlo                | AZ Alkmaar             | Không tiết lộ   |
| 27 tháng 6 năm 2011 | Xander Houtkoop          | Heracles Almelo          | Go Ahead Eagles        | Miễn phí        |
| 27 tháng 6 năm 2011 | Gerald Sibon             | Melbourne Heart          | SC Heerenveen          | Miễn phí        |
| 27 tháng 6 năm 2011 | Dennis Hollart           | Go Ahead Eagles          | Almere City FC         | Miễn phí        |
| 27 tháng 6 năm 2011 | Josemar Makiavala        | Jong PSV                 | FC Eindhoven           | Miễn phí        |
| 28 tháng 6 năm 2011 | Mats Rits                | Germinal Beerschot       | AFC Ajax               | Miễn phí        |
| 28 tháng 6 năm 2011 | Dries Mertens            | FC Utrecht               | PSV Eindhoven          | €8.5M           |
| 28 tháng 6 năm 2011 | Kevin Strootman          | FC Utrecht               | PSV Eindhoven          | €4.5M           |
| 28 tháng 6 năm 2011 | Philip Haglund           | SC Heerenveen            | IFK Göteborg           | Không tiết lộ   |
| 28 tháng 6 năm 2011 | Danny Menting            | FC Groningen             | SC Veendam             | Cho mượn        |
| 29 tháng 6 năm 2011 | Danny Koevermans         | PSV Eindhoven            | Toronto FC             | Miễn phí        |
| 29 tháng 6 năm 2011 | Tim de Cler              | Feyenoord                | AEK Larnaca            | Miễn phí        |
| 29 tháng 6 năm 2011 | Furkan Alakmak           | NEC Nijmegen             | RKC Waalwijk           | Miễn phí        |
| 29 tháng 6 năm 2011 | Yanic Wildschut          | FC Zwolle                | VVV-Venlo              | Không tiết lộ   |
| 30 tháng 6 năm 2011 | Vagif Javadov            | FC Twente                | Volga NN               | Miễn phí        |
| 30 tháng 6 năm 2011 | Nick van der Velden      | AZ Alkmaar               | NEC Nijmegen           | Miễn phí        |
| 30 tháng 6 năm 2011 | Rubin Dantschotter       | Cercle Brugge            | Sparta Rotterdam       | Cho mượn        |
| 30 tháng 6 năm 2011 | Cendrino Misidjan        | FC Oss                   | Almere City FC         | Miễn phí        |
| 1 tháng 7 năm 2011  | Danny Post               | FC Groningen             | FC Dordrecht           | Miễn phí        |
| 1 tháng 7 năm 2011  | Collin van Eijk          | Roda JC                  | MVV                    | Miễn phí        |
| 1 tháng 7 năm 2011  | Danny Buijs              | ADO Den Haag             | Kilmarnock F.C.        | Miễn phí        |
| 1 tháng 7 năm 2011  | Roland Bergkamp          | Excelsior Rotterdam      | Brighton & Hove Albion | Miễn phí        |
| 1 tháng 7 năm 2011  | Peter Jungschläger       | De Graafschap            | Gold Coast United      | Miễn phí        |
| 1 tháng 7 năm 2011  | Paul de Lange            | FC Volendam              | Almere City FC         | Cho mượn        |
| 1 tháng 7 năm 2011  | Thijs Sluijter           | FC Volendam              | Almere City FC         | Cho mượn        |
| 2 tháng 7 năm 2011  | Sergio Padt              | AFC Ajax                 | AA Gent                | Không tiết lộ   |
| 2 tháng 7 năm 2011  | Harrie Gommans           | Unattached               | Fortuna Sittard        | Miễn phí        |
| 4 tháng 7 năm 2011  | Georginio Wijnaldum      | Feyenoord                | PSV Eindhoven          | €5M             |
| 4 tháng 7 năm 2011  | André Bahia              | Feyenoord                | Samsunspor             | Không tiết lộ   |
| 4 tháng 7 năm 2011  | Nico Pellatz             | ADO Den Haag             | Sparta Rotterdam       | Không tiết lộ   |
| 4 tháng 7 năm 2011  | Kolbeinn Sigþórsson      | AZ Alkmaar               | AFC Ajax               | €5M             |
| 4 tháng 7 năm 2011  | Jerson Ribeiro           | Excelsior Rotterdam      | Almere City FC         | Cho mượn        |
| 4 tháng 7 năm 2011  | Josimar Lima             | Willem II Tilburg        | FC Dordrecht           | Miễn phí        |
| 5 tháng 7 năm 2011  | Adnan Alisic             | Excelsior Rotterdam      | Debreceni VSC          | Miễn phí        |
| 6 tháng 7 năm 2011  | Demy de Zeeuw            | AFC Ajax                 | Spartak Moscow         | €6M             |
| 6 tháng 7 năm 2011  | Alexander Bannink        | FC Twente                | FC Zwolle              | Cho mượn        |
| 6 tháng 7 năm 2011  | Furdjel Narsingh         | Jong AZ                  | FC Zwolle              | Miễn phí        |
| 6 tháng 7 năm 2011  | Marko Meerits            | FC Flora                 | Vitesse                | Không tiết lộ   |
| 6 tháng 7 năm 2011  | Deniz Aslan              | Helmond Sport            | Bursaspor              | Miễn phí        |
| 6 tháng 7 năm 2011  | Timothy Dreesen          | KV Turnhout              | Fortuna Sittard        | Miễn phí        |
| 6 tháng 7 năm 2011  | Stephan Keller           | Sydney FC                | Willem II Tilburg      | Miễn phí        |
| 6 tháng 7 năm 2011  | Dario Cvitanich          | AFC Ajax                 | Boca Juniors           | Cho mượn        |
| 7 tháng 7 năm 2011  | Johan Voskamp            | Sparta Rotterdam         | Śląsk Wrocław          | Không tiết lộ   |
| 7 tháng 7 năm 2011  | Kevin Begois             | VVV-Venlo                | FC Den Bosch           | Miễn phí        |
| 7 tháng 7 năm 2011  | Marcel Meeuwis           | Borussia Mönchengladbach | VVV-Venlo              | Undiscloed      |
| 7 tháng 7 năm 2011  | Veli Lampi               | Willem II Tilburg        | Arsenal Kiev           | Miễn phí        |
| 8 tháng 7 năm 2011  | Cuco Martina             | RBC Roosendaal           | RKC Waalwijk           | Miễn phí        |
| 8 tháng 7 năm 2011  | Renato Ibarra            | El Nacional              | Vitesse                | Không tiết lộ   |
| 8 tháng 7 năm 2011  | Björn Sengier            | KVSK United              | Helmond Sport          | Miễn phí        |
| 9 tháng 7 năm 2011  | Alpha Ibrahim Bah        | MVV                      | FC Eindhoven           | Miễn phí        |
| 9 tháng 7 năm 2011  | Johan Mårtensson         | GAIS Göteborg            | FC Utrecht             | Không tiết lộ   |
| 9 tháng 7 năm 2011  | Rogier Molhoek           | Vitesse                  | VVV-Venlo              | Miễn phí        |
| 9 tháng 7 năm 2011  | Cees Paauwe              | Excelsior Rotterdam      | Quick '20              | Miễn phí        |
| 10 tháng 7 năm 2011 | Tcho Tcho Nzuzu-Makuno   | Olympic Charleroi        | Go Ahead Eagles        | Miễn phí        |
| 11 tháng 7 năm 2011 | Rihairo Meulens          | Roda JC                  | Almere City FC         | Miễn phí        |
| 11 tháng 7 năm 2011 | Adil Ramzi               | Al-Wakrah Sports Club    | Roda JC                | Miễn phí        |
| 11 tháng 7 năm 2011 | Hugo Bargas              | De Graafschap            | All Boys               | Miễn phí        |
| 12 tháng 7 năm 2011 | Marcus Nilsson           | Helsingborgs IF          | FC Utrecht             | Không tiết lộ   |
| 12 tháng 7 năm 2011 | Jelle Merckx             | Germinal Beerschot       | FC Eindhoven           | Miễn phí        |
| 12 tháng 7 năm 2011 | Sebastian Stachnik       | Sportfreunde Lotte       | Helmond Sport          | Miễn phí        |
| 12 tháng 7 năm 2011 | Fouad Idabdelhay         | NAC Breda                | VfL Osnabrück          | Miễn phí        |
| 12 tháng 7 năm 2011 | Santi Kolk               | Union Berlin             | NAC Breda              | Cho mượn        |
| 12 tháng 7 năm 2011 | Milano Koenders          | AZ Alkmaar               | NAC Breda              | Cho mượn        |
| 13 tháng 7 năm 2011 | Charles Dissels          | FC Volendam              | SC Cambuur             | Miễn phí        |
| 13 tháng 7 năm 2011 | Sead Mazreku             | Jong AZ                  | Telstar                | Cho mượn        |
| 13 tháng 7 năm 2011 | Wouter Scheelen          | KVC Westerlo             | Fortuna Sittard        | Cho mượn        |
| 13 tháng 7 năm 2011 | Jelle Wagenaar           | Jong FC Groningen        | SC Veendam             | Miễn phí        |
| 13 tháng 7 năm 2011 | Jonathan Opoku           | RKHVV                    | SC Veendam             | Miễn phí        |
| 13 tháng 7 năm 2011 | Panagiotis Rampavilas    | Jong Vitesse             | SC Veendam             | Miễn phí        |
| 14 tháng 7 năm 2011 | Maza                     | PSV Eindhoven            | VfB Stuttgart          | Không tiết lộ   |
| 14 tháng 7 năm 2011 | Danny Schenkel           | AEK Larnaca              | Telstar                | Miễn phí        |
| 14 tháng 7 năm 2011 | Daryl van Mieghem        | AFC                      | Heracles Almelo        | Miễn phí        |
| 14 tháng 7 năm 2011 | Stephan Veenboer         | Zwaluwen '30             | Telstar                | Miễn phí        |
| 15 tháng 7 năm 2011 | Jeroen Tesselaar         | AZ Alkmaar               | St. Mirren FC          | Miễn phí        |
| 15 tháng 7 năm 2011 | Peter van der Vlag       | SC Veendam               | Go Ahead Eagles        | Không tiết lộ   |
| 16 tháng 7 năm 2011 | Xhelil Abdulla           | FK Skendija              | De Graafschap          | Không tiết lộ   |
| 17 tháng 7 năm 2011 | Albert van der Haar      | FC Zwolle                | VV Staphorst           | Miễn phí        |
| 17 tháng 7 năm 2011 | Anderson                 | Flamengo                 | Vitesse                | Không tiết lộ   |
| 17 tháng 7 năm 2011 | Alex                     | Flamengo                 | Vitesse                | Không tiết lộ   |
| 18 tháng 7 năm 2011 | Pepijn Kluin             | FC Zwolle                | SC Veendam             | Miễn phí        |
| 18 tháng 7 năm 2011 | Nick Kuipers             | IJsselmeervogels         | Telstar                | Miễn phí        |
| 18 tháng 7 năm 2011 | Sebastian Sumelka        | 1. FC Magdeburg          | FC Oss                 | Miễn phí        |
| 18 tháng 7 năm 2011 | Rick Kruys               | Malmö FF                 | FC Volendam            | Cho mượn        |
| 18 tháng 7 năm 2011 | Alexander Gerndt         | Helsingborgs IF          | FC Utrecht             | €3M             |
| 18 tháng 7 năm 2011 | Ellery Cairo             | Heracles Almelo          | AGOVV                  | Miễn phí        |
| 18 tháng 7 năm 2011 | Agil Etemadi             | SC Veendam               | FC Groningen           | Miễn phí        |
| 18 tháng 7 năm 2011 | Leonard Nienhuis         | FC Groningen             | SC Veendam             | Cho mượn        |
| 19 tháng 7 năm 2011 | Casper van Beers         | Willem II Tilburg        | FC Dordrecht           | Cho mượn        |
| 19 tháng 7 năm 2011 | Fred Benson              | RKC Waalwijk             | Lechia Gdańsk          | Miễn phí        |
| 19 tháng 7 năm 2011 | Faton Trstena            | Helsingsborg IF          | Fortuna Sittard        | Không tiết lộ   |
| 19 tháng 7 năm 2011 | Sanharib Malki           | KSC Lokeren              | Roda JC                | Miễn phí        |
| 19 tháng 7 năm 2011 | Anthony Di Lallo         | Fortuna Sittard          | KSV Roeselare          | Miễn phí        |
| 20 tháng 7 năm 2011 | Mitja Resek              | NK Maribor               | SC Heerenveen          | Cho mượn        |
| 20 tháng 7 năm 2011 | Jozy Altidore            | Villarreal CF            | AZ Alkmaar             | €1.5M           |
| 21 tháng 7 năm 2011 | Toni Varela              | RKC Waalwijk             | Sparta Rotterdam       | Miễn phí        |
| 21 tháng 7 năm 2011 | Etienne Esajas           | Helmond Sport            | Swindon Town F.C.      | Miễn phí        |
| 22 tháng 7 năm 2011 | Steve De Ridder          | De Graafschap            | Southampton F.C.       | Undislosed      |
| 23 tháng 7 năm 2011 | Nadjim Haroun            | Unattached               | AGOVV                  | Miễn phí        |
| 23 tháng 7 năm 2011 | Andrew Ornoch            | Mississauga Eagles FC    | Telstar                | Miễn phí        |
| 24 tháng 7 năm 2011 | Anouar Hadouir           | Roda JC                  | Alemannia Aachen       | Miễn phí        |
| 24 tháng 7 năm 2011 | Luciano Dompig           | Almere City FC           | Cercle Brugge          | Miễn phí        |
| 24 tháng 7 năm 2011 | Danny Hoesen             | Fulham F.C.              | Fortuna Sittard        | Cho mượn        |
| 24 tháng 7 năm 2011 | Jozsef Piller            | Vasas Budapest           | SC Veendam             | Miễn phí        |
| 25 tháng 7 năm 2011 | Yevhen Levchenko         | Willem II Tilburg        | Adelaide United        | Miễn phí        |
| 25 tháng 7 năm 2011 | Arjan Christianen        | RBC Roosendaal           | Willem II Tilburg      | Miễn phí        |
| 26 tháng 7 năm 2011 | Koen van der Biezen      | Go Ahead Eagles          | MKS Cracovia           | Không tiết lộ   |
| 26 tháng 7 năm 2011 | Prince Rajcomar          | Zalaegerszegi TE         | MVV                    | Cho mượn        |
| 27 tháng 7 năm 2011 | Bernard Parker           | FC Twente                | Kaizer Chiefs          | Không tiết lộ   |
| 27 tháng 7 năm 2011 | Rick ten Voorde          | NEC Nijmegen             | RKC Waalwijk           | Cho mượn        |
| 27 tháng 7 năm 2011 | Piet Velthuizen          | Hércules CF              | Vitesse                | Miễn phí        |
| 29 tháng 7 năm 2011 | Michal Mravec            | Sporting Kansas City     | FC Emmen               | Miễn phí        |
| 29 tháng 7 năm 2011 | Elson do Almeida         | Jong Utrecht             | FC Emmen               | Miễn phí        |
| 29 tháng 7 năm 2011 | Delano van Crooy         | VVV-Venlo                | FC Zwolle              | Miễn phí        |
| 29 tháng 7 năm 2011 | Antonio Stankov          | Roda JC                  | FC Oss                 | Cho mượn        |
| 29 tháng 7 năm 2011 | Erik Midtgarden          | Odd Grenland             | Vitesse                | Miễn phí        |
| 29 tháng 7 năm 2011 | Erik Midtgarden          | Vitesse                  | FC Flora               | Cho mượn        |
| 30 tháng 7 năm 2011 | Jason Oost               | KVSK United              | Excelsior Rotterdam    | Miễn phí        |
| 30 tháng 7 năm 2011 | Thomas De Corte          | Royal Antwerp FC         | AGOVV                  | Miễn phí        |
| 30 tháng 7 năm 2011 | Michael Vakalopoulos     | AGOVV                    | Vitesse                | Cho mượn Return |
| 30 tháng 7 năm 2011 | Joonas Kolkka            | NAC Breda                | Willem II Tilburg      | Miễn phí        |
| 31 tháng 7 năm 2011 | Abdisalam Ibrahim        | Manchester City          | NEC Nijmegen           | Cho mượn        |
| 1 tháng 8 năm 2011  | Ahmed Ahahaoui           | VVV-Venlo                | FC Volendam            | Miễn phí        |
| 1 tháng 8 năm 2011  | Andrew Marveggio         | Adelaide City            | Telstar                | Miễn phí        |
| 1 tháng 8 năm 2011  | Ryan Marveggio           | Adelaide City            | Telstar                | Miễn phí        |
| 1 tháng 8 năm 2011  | Mohamed El Makrini       | FC Den Bosch             | SC Cambuur             | Miễn phí        |
| 1 tháng 8 năm 2011  | Lorenzo Piqué            | ADO Den Haag             | FC Volendam            | Miễn phí        |
| 1 tháng 8 năm 2011  | Maarten Stekelenburg     | AFC Ajax                 | AS Roma                | €6.3M           |
| 1 tháng 8 năm 2011  | Adil Auassar             | Feyenoord                | RKC Waalwijk           | Cho mượn        |
| 1 tháng 8 năm 2011  | Mitchell Piqué           | ADO Den Haag             | Willem II Tilburg      | Miễn phí        |
| 2 tháng 8 năm 2011  | Roberto Fernandez        | Cerro Porteño            | FC Utrecht             | Cho mượn        |
| 2 tháng 8 năm 2011  | Joost Broerse            | APOEL Nicosia            | Excelsior Rotterdam    | Miễn phí        |
| 2 tháng 8 năm 2011  | Marnix Kolder            | VVV-Venlo                | Go Ahead Eagles        | Miễn phí        |
| 2 tháng 8 năm 2011  | Niklas Tarvajärvi        | Karlsruher SC            | Go Ahead Eagles        | Miễn phí        |
| 2 tháng 8 năm 2011  | Andras Simon             | Excelsior Rotterdam      | Győri ETO FC           | Miễn phí        |
| 3 tháng 8 năm 2011  | Adnan Secerovic          | Roda JC                  | Fortuna Sittard        | Cho mượn        |
| 3 tháng 8 năm 2011  | Nicky Hofs               | AEL Limassol             | Vitesse                | Miễn phí        |
| 3 tháng 8 năm 2011  | Yves De Winter           | KVC Westerlo             | De Graafschap          | Không tiết lộ   |
| 3 tháng 8 năm 2011  | Shkodran Metaj           | FC Groningen             | FC Emmen               | Cho mượn        |
| 4 tháng 8 năm 2011  | Jeroen Ketting           | KVSK United              | FC Zwolle              | Miễn phí        |
| 4 tháng 8 năm 2011  | Oluwafemi Ajilore        | FC Groningen             | Brøndby IF             | Cho mượn        |
| 4 tháng 8 năm 2011  | Renee Troost             | Almere City FC           | AGOVV                  | Miễn phí        |
| 5 tháng 8 năm 2011  | Geoffrey Castillion      | AFC Ajax                 | RKC Waalwijk           | Cho mượn        |
| 5 tháng 8 năm 2011  | Jahmill Flu              | RBC Roosendaal           | FC Volendam            | Miễn phí        |
| 5 tháng 8 năm 2011  | Andrea Mei               | Inter Milan              | VVV-Venlo              | Cho mượn        |
| 7 tháng 8 năm 2011  | Marijn Sterk             | FC Volendam              | FC Emmen               | Miễn phí        |
| 7 tháng 8 năm 2011  | Dan Romann               | Hapoel Ramat Gan         | SC Veendam             | Miễn phí        |
| 8 tháng 8 năm 2011  | Vojtech Schulmeister     | FC Nitra                 | FC Eindhoven           | Miễn phí        |
| 9 tháng 8 năm 2011  | Valeri Kazaishvili       | Sioni Bolnisi            | Vitesse                | Không tiết lộ   |
| 10 tháng 8 năm 2011 | Michel Vorm              | FC Utrecht               | Swansea City           | €1.7M           |
| 11 tháng 8 năm 2011 | Alandson Jansen da Silva | AFC Tubize               | AGOVV                  | Miễn phí        |
| 11 tháng 8 năm 2011 | Rob van Dijk             | Feyenoord                | FC Utrecht             | Miễn phí        |
| 11 tháng 8 năm 2011 | Zdenko Kapralik          | Spartak Trnava           | FC Oss                 | Miễn phí        |
| 11 tháng 8 năm 2011 | Christopher Bieber       | Karlsruher SC            | FC Oss                 | Miễn phí        |
| 11 tháng 8 năm 2011 | Matthieu Bemba           | Ermis Aradippou          | FC Emmen               | Miễn phí        |
| 12 tháng 8 năm 2011 | Kelvin Bossman           | FC Groningen             | Helmond Sport          | Miễn phí        |
| 15 tháng 8 năm 2011 | Timothy Derijck          | ADO Den Haag             | PSV Eindhoven          | €750K           |
| 16 tháng 8 năm 2011 | Roy Beerens              | SC Heerenveen            | AZ Alkmaar             | €1.6M           |
| 16 tháng 8 năm 2011 | Przemyslaw Tyton         | Roda JC                  | PSV Eindhoven          | Cho mượn        |
| 17 tháng 8 năm 2011 | Mikolaj Lebedynski       | Pogon Szczecin           | Roda JC                | Cho mượn        |
| 17 tháng 8 năm 2011 | Evander Sno              | AFC Ajax                 | RKC Waalwijk           | Miễn phí        |
| 17 tháng 8 năm 2011 | Calvin Jong-a-Pin        | SC Heerenveen            | Shimizu S-Pulse        | Miễn phí        |
| 17 tháng 8 năm 2011 | Dennis van der Ree       | SC Cambuur               | SC Veendam             | Miễn phí        |
| 18 tháng 8 năm 2011 | Donny Rijnink            | Almere City FC           | Telstar                | Miễn phí        |
| 18 tháng 8 năm 2011 | Jan-Arie van der Heijden | AFC Ajax                 | Vitesse                | Undislosed      |
| 18 tháng 8 năm 2011 | Nenad Sreckovic          | Napredak Krusevac        | De Graafschap          | Miễn phí        |
| 19 tháng 8 năm 2011 | Ramon Zomer              | NEC Nijmegen             | SC Heerenveen          | €650K           |
| 20 tháng 8 năm 2011 | Rodney Sneijder          | AFC Ajax                 | FC Utrecht             | Cho mượn        |
| 22 tháng 8 năm 2011 | Sergio Romero            | AZ Alkmaar               | Sampdoria              | Undislosed      |
| 22 tháng 8 năm 2011 | Ronald Graafland         | AFC Ajax                 | Feyenoord              | Miễn phí        |
| 22 tháng 8 năm 2011 | Tomas Kalas              | Chelsea FC               | Vitesse                | Cho mượn        |
| 22 tháng 8 năm 2011 | Anthony Annan            | FC Schalke               | Vitesse                | Cho mượn        |
| 23 tháng 8 năm 2011 | Márton Eppel             | MTK Budapest             | NEC Nijmegen           | Miễn phí        |
| 24 tháng 8 năm 2011 | Maarten Boddaert         | RBC Roosendaal           | FC Den Bosch           | Miễn phí        |
| 24 tháng 8 năm 2011 | Gersom Klok              | Go Ahead Eagles          | HHC Hardenberg         | Miễn phí        |
| 25 tháng 8 năm 2011 | Touvarni Pinas           | Almere City FC           | Maccabi Netanya        | Miễn phí        |
| 25 tháng 8 năm 2011 | Daan Bovenberg           | Excelsior Rotterdam      | FC Utrecht             | Không tiết lộ   |
| 25 tháng 8 năm 2011 | Kevin Tano               | FC Volendam              | ADO Den Haag           | Miễn phí        |
| 25 tháng 8 năm 2011 | Kevin Tano               | ADO Den Haag             | FC Dordrecht           | Cho mượn        |
| 26 tháng 8 năm 2011 | Iwan Redan               | Almere City FC           | SC Feijenoord          | Miễn phí        |
| 22 tháng 8 năm 2011 | Mark Redshaw             | Fram Reykjavik           | FC Oss                 | Miễn phí        |
| 26 tháng 8 năm 2011 | Vincent Van Trier        | Chalkanoras Idaliou      | FC Oss                 | Miễn phí        |
| 27 tháng 8 năm 2011 | Jasper Cillessen         | NEC Nijmegen             | AFC Ajax               | €3.2M           |
| 29 tháng 8 năm 2011 | Cees Paauwe              | Excelsior Rotterdam      | NEC Nijmegen           | Miễn phí        |
| 29 tháng 8 năm 2011 | Gábor Horváth            | Videoton FC              | ADO Den Haag           | Không tiết lộ   |
| 29 tháng 8 năm 2011 | John Verhoek             | Stade Rennais            | ADO Den Haag           | Cho mượn        |
| 30 tháng 8 năm 2011 | Ulises Dávila            | Chelsea FC               | Vitesse                | Cho mượn        |
| 30 tháng 8 năm 2011 | Rajiv van la Parra       | SM Caen                  | SC Heerenveen          | Miễn phí        |
| 30 tháng 8 năm 2011 | Juanito Sequeira         | FC Dordrecht             | Helmond Sport          | Miễn phí        |
| 30 tháng 8 năm 2011 | Bob Schepers             | SC Cambuur               | FC Utrecht             | Không tiết lộ   |
| 30 tháng 8 năm 2011 | Bob Schepers             | FC Utrecht               | SC Cambuur             | Cho mượn        |
| 30 tháng 8 năm 2011 | Kevin Conboy             | Esbjerg fB               | NEC Nijmegen           | Không tiết lộ   |
| 30 tháng 8 năm 2011 | Hans Denissen            | FC Emmen                 | Willem II Tilburg      | Miễn phí        |
| 31 tháng 8 năm 2011 | André Krul               | FC Utrecht               | AGOVV                  | Cho mượn        |
| 31 tháng 8 năm 2011 | Dmitri Bulykin           | RSC Anderlecht           | AFC Ajax               | Miễn phí        |
| 31 tháng 8 năm 2011 | Pawel Kieszek            | FC Porto                 | Roda JC                | Cho mượn        |
| 31 tháng 8 năm 2011 | Mitja Mörec              | Lyngby BK                | ADO Den Haag           | Miễn phí        |
| 31 tháng 8 năm 2011 | Tom Beugelsdijk          | ADO Den Haag             | FC Dordrecht           | Cho mượn        |
| 31 tháng 8 năm 2011 | Donny van der Dussen     | ADO Den Haag             | FC Dordrecht           | Miễn phí        |
| 31 tháng 8 năm 2011 | Cerilio Cijntje          | Willem II Tilburg        | Telstar                | Miễn phí        |
| 31 tháng 8 năm 2011 | Gerson Sheotahul         | Willem II Tilburg        | Telstar                | Cho mượn        |
| 31 tháng 8 năm 2011 | Steven Irwin             | Liverpool FC             | Telstar                | Miễn phí        |
| 31 tháng 8 năm 2011 | Otman Bakkal             | PSV Eindhoven            | Feyenoord              | Cho mượn        |
| 31 tháng 8 năm 2011 | Juha Hakola              | Willem II Tilburg        | Ferencvárosi TC        | Miễn phí        |
| 31 tháng 8 năm 2011 | Género Zeefuik           | PSV Eindhoven            | NEC Nijmegen           | Cho mượn        |
| 31 tháng 8 năm 2011 | Jetro Willems            | Sparta Rotterdam         | PSV Eindhoven          | Không tiết lộ   |
| 31 tháng 8 năm 2011 | Jeremy Bokila            | Zulte Waregem            | Sparta Rotterdam       | Cho mượn        |
| 31 tháng 8 năm 2011 | John Guidetti            | Manchester City          | Feyenoord              | Cho mượn        |
| 31 tháng 8 năm 2011 | Tim Matavz               | FC Groningen             | PSV Eindhoven          | €7M             |
| 31 tháng 8 năm 2011 | David Texeira            | Defensor Sporting        | FC Groningen           | €1.45M          |
| 31 tháng 8 năm 2011 | Robin Eriksson           | SC Heerenveen            | BK Häcken              | Cho mượn        |
| 31 tháng 8 năm 2011 | Leroy Fer                | Feyenoord                | FC Twente              | €5.5            |
| 31 tháng 8 năm 2011 | Giorgos Niklitsiotis     | Olympiakos Pireus        | Helmond Sport          | Cho mượn        |
| 31 tháng 8 năm 2011 | Krisztián Vadócz         | Osasuna                  | NEC Nijmegen           | Miễn phí        |
| 31 tháng 8 năm 2011 | Junior Livramento        | Willem II Tilburg        | AGOVV                  | Cho mượn        |
| 31 tháng 8 năm 2011 | Alex Titton              | Nacional Futebol Clube   | AGOVV                  | Miễn phí        |
| 31 tháng 8 năm 2011 | Rob van der Sluijs       | FC Eindhoven             | AGOVV                  | Miễn phí        |
| 31 tháng 8 năm 2011 | Mpania Kalenga           | R.R.C. Peruwelz          | AGOVV                  | Miễn phí        |
| 31 tháng 8 năm 2011 | Erton Fejzullahu         | NEC Nijmegen             | Mjällby AIF            | Cho mượn        |
| 31 tháng 8 năm 2011 | Rheda Djellal            | RSC Anderlecht           | Excelsior Rotterdam    | Cho mượn        |
| 31 tháng 8 năm 2011 | Raio Piiroja             | Fredrikstad FK           | Vitesse                | Không tiết lộ   |
| 31 tháng 8 năm 2011 | Antonio Caramazza        | CS Visé                  | MVV                    | Miễn phí        |
| 31 tháng 8 năm 2011 | Youness Mokhtar          | PSV Eindhoven            | FC Eindhoven           | Cho mượn        |
| 31 tháng 8 năm 2011 | Georgios Pitharoulis     | Panachaiki               | Helmond Sport          | Miễn phí        |
| 31 tháng 8 năm 2011 | Boldizsár Bodor          | Roda JC                  | OFI Kreta              | Miễn phí        |
| 31 tháng 8 năm 2011 | Rachid Ofrany            | VVV-Venlo                | Fortuna Sittard        | Miễn phí        |
| 31 tháng 8 năm 2011 | Bryan Ruiz               | FC Twente                | Fulham FC              | €12M            |
| 31 tháng 8 năm 2011 | Christiaan Cicek         | Excelsior '31            | FC Zwolle              | Không tiết lộ   |

## Liên kết khác
1. ↑  “Feyenoord maakt komst Swerts officieel”. Bản gốc lưu trữ ngày 30 tháng 12 năm 2014. Truy cập ngày 1 tháng 9 năm 2011.
2. ↑  “NAC neemt afscheid van drietal”. Bản gốc lưu trữ ngày 30 tháng 12 năm 2014. Truy cập ngày 1 tháng 9 năm 2011.
3. ↑  “Go Ahead Eagles weet Wellenberg te strikken”. Bản gốc lưu trữ ngày 30 tháng 12 năm 2014. Truy cập ngày 1 tháng 9 năm 2011.
4. ↑  “Cambuur versterkt zich met spits Barto”. Bản gốc lưu trữ ngày 30 tháng 12 năm 2014. Truy cập ngày 1 tháng 9 năm 2011.
5. ↑  “Pellè tekent voor vijf jaar bij Parma”. Bản gốc lưu trữ ngày 30 tháng 12 năm 2014. Truy cập ngày 1 tháng 9 năm 2011.
6. ↑  “Donald: "Wil koste wat kost slagen bij Roda JC”. Bản gốc lưu trữ ngày 30 tháng 12 năm 2014. Truy cập ngày 1 tháng 9 năm 2011.
7. ↑  “FC Twente rondt komst Willem Janssen af”. Bản gốc lưu trữ ngày 30 tháng 12 năm 2014. Truy cập ngày 1 tháng 9 năm 2011.
8. ↑  “Cambuur haalt weer speler uit Topklasse”. Bản gốc lưu trữ ngày 30 tháng 12 năm 2014. Truy cập ngày 1 tháng 9 năm 2011.
9. ↑  “Blije Jones zet krabbel bij FC Groningen”. Bản gốc lưu trữ ngày 30 tháng 12 năm 2014. Truy cập ngày 1 tháng 9 năm 2011.
10. ↑  “Go Ahead maakt komst Kromkamp officieel”. Bản gốc lưu trữ ngày 30 tháng 12 năm 2014. Truy cập ngày 1 tháng 9 năm 2011.
11. ↑  Kevin van Veen naar Dijkse Boys
12. ↑  “Roda JC versterkt zich met Belg Monteyne”. Bản gốc lưu trữ ngày 30 tháng 12 năm 2014. Truy cập ngày 1 tháng 9 năm 2011.
13. ↑  Erwin Nieuwboer naar HSC'21
14. ↑  “De Beule achtste Belg in dienst van Roda JC”. Bản gốc lưu trữ ngày 30 tháng 12 năm 2014. Truy cập ngày 1 tháng 9 năm 2011.
15. ↑  “Transfer Castaignos naar Inter afgerond”. Bản gốc lưu trữ ngày 30 tháng 12 năm 2014. Truy cập ngày 1 tháng 9 năm 2011.
16. ↑  “ADO denkt aan toekomst en contracteert Höcher”. Bản gốc lưu trữ ngày 30 tháng 12 năm 2014. Truy cập ngày 1 tháng 9 năm 2011.
17. ↑  “Go Ahead legt Gerritsen permanent vast”. Bản gốc lưu trữ ngày 30 tháng 12 năm 2014. Truy cập ngày 1 tháng 9 năm 2011.
18. ↑  “Cambuur haalt ook Dijkstra in Harkema op”. Bản gốc lưu trữ ngày 30 tháng 12 năm 2014. Truy cập ngày 1 tháng 9 năm 2011.
19. ↑  “FC Twemte ontvangt Cornelisse met open armen”. Bản gốc lưu trữ ngày 30 tháng 12 năm 2014. Truy cập ngày 1 tháng 9 năm 2011.
20. ↑  “Stenman maakt overstap naar Club Brugge”. Bản gốc lưu trữ ngày 30 tháng 12 năm 2014. Truy cập ngày 1 tháng 9 năm 2011.
21. ↑  “Roda JC blij met 'geweldige voetballer' Fledderus”. Bản gốc lưu trữ ngày 30 tháng 12 năm 2014. Truy cập ngày 1 tháng 9 năm 2011.
22. ↑  “FC Zwolle neemt van Hintum over van Dordt”. Bản gốc lưu trữ ngày 30 tháng 12 năm 2014. Truy cập ngày 1 tháng 9 năm 2011.
23. ↑  “Club Brugge koopt Vleminckx weg bij NEC”. Bản gốc lưu trữ ngày 30 tháng 12 năm 2014. Truy cập ngày 1 tháng 9 năm 2011.
24. ↑  “FC Den Bosch hengelt Van Brakel binnen”. Bản gốc lưu trữ ngày 30 tháng 12 năm 2014. Truy cập ngày 1 tháng 9 năm 2011.
25. ↑  “Kums tekent voor vier jaar bij Heerenveen”. Bản gốc lưu trữ ngày 30 tháng 12 năm 2014. Truy cập ngày 1 tháng 9 năm 2011.
26. ↑  Benjamin van den Broek tekent bij FC Den Bosch
27. ↑  “Roda JC bevestigt komst transfervrije Broekhof”. Bản gốc lưu trữ ngày 30 tháng 12 năm 2014. Truy cập ngày 1 tháng 9 năm 2011.
28. 1 2  “NAC Breda heeft Botteghin en Buijs binnen”. Bản gốc lưu trữ ngày 30 tháng 12 năm 2014. Truy cập ngày 1 tháng 9 năm 2011.
29. ↑  “Achenteh met FC Zwolle alsnog stap hogerop”. Bản gốc lưu trữ ngày 30 tháng 12 năm 2014. Truy cập ngày 1 tháng 9 năm 2011.
30. ↑  “Pannekoek en Koster naar Harkemase Boys”. Bản gốc lưu trữ ngày 26 tháng 3 năm 2012. Truy cập ngày 1 tháng 9 năm 2011.
31. ↑  “Go Ahead maakt overname Antonia officieel”. Bản gốc lưu trữ ngày 30 tháng 12 năm 2014. Truy cập ngày 1 tháng 9 năm 2011.
32. ↑  “Willem II bevestigt komst van PSV-talent”. Bản gốc lưu trữ ngày 30 tháng 12 năm 2014. Truy cập ngày 1 tháng 9 năm 2011.
33. ↑  “Sinouh (35) naar PSV, Zoet wordt verhuurd”. Bản gốc lưu trữ ngày 30 tháng 12 năm 2014. Truy cập ngày 1 tháng 9 năm 2011.
34. ↑  “Goalgetter Muhamadu kiest voor Spakenburg”. Bản gốc lưu trữ ngày 30 tháng 12 năm 2014. Truy cập ngày 1 tháng 9 năm 2011.
35. ↑  “FC Dordrecht versterkt zich met Rijsdijk”. Bản gốc lưu trữ ngày 30 tháng 12 năm 2014. Truy cập ngày 1 tháng 9 năm 2011.
36. ↑  “Van Toor zegt betaald voetbal vaarwel”. Bản gốc lưu trữ ngày 30 tháng 12 năm 2014. Truy cập ngày 1 tháng 9 năm 2011.
37. ↑  “Ervaren Hofland blijft langer op Cyprus”. Bản gốc lưu trữ ngày 30 tháng 12 năm 2014. Truy cập ngày 1 tháng 9 năm 2011.
38. ↑  “FC Utrecht ziet Silberbauer naar Young Boys gaan”. Bản gốc lưu trữ ngày 30 tháng 12 năm 2014. Truy cập ngày 1 tháng 9 năm 2011.
39. ↑  “Club Brugge neemt Kujovic over van Willem II”. Bản gốc lưu trữ ngày 30 tháng 12 năm 2014. Truy cập ngày 1 tháng 9 năm 2011.
40. ↑  “Lachman voor twee seizoenen naar FC Zwolle”. Bản gốc lưu trữ ngày 30 tháng 12 năm 2014. Truy cập ngày 1 tháng 9 năm 2011.
41. 1 2  “Groningen gaan aan de haal met jonge Ajacieden”. Bản gốc lưu trữ ngày 30 tháng 12 năm 2014. Truy cập ngày 1 tháng 9 năm 2011.
42. ↑  “Spartaan Van Dieren vertrekt naar Lienden”. Bản gốc lưu trữ ngày 30 tháng 12 năm 2014. Truy cập ngày 1 tháng 9 năm 2011.
43. ↑  “SC Cambuur haalt De Leeuw weg bij RBC”. Bản gốc lưu trữ ngày 30 tháng 12 năm 2014. Truy cập ngày 1 tháng 9 năm 2011.
44. ↑  “Hofstede verruilt Fortuna Sittard voor Topklasse”. Bản gốc lưu trữ ngày 30 tháng 12 năm 2014. Truy cập ngày 1 tháng 9 năm 2011.
45. 1 2  “ADO legt De Vogel vast en verrast met Mulders”. Bản gốc lưu trữ ngày 29 tháng 4 năm 2011. Truy cập ngày 1 tháng 9 năm 2011.
46. ↑  “Jansen en FC Zwolle alweer uiteen”. Bản gốc lưu trữ ngày 30 tháng 12 năm 2014. Truy cập ngày 1 tháng 9 năm 2011.
47. ↑  “Veendam neemt Wolven over van Heerenveen”. Bản gốc lưu trữ ngày 30 tháng 12 năm 2014. Truy cập ngày 1 tháng 9 năm 2011.
48. ↑  “Sibum verlaat NEC voor Alemmania Aachen”. Bản gốc lưu trữ ngày 30 tháng 12 năm 2014. Truy cập ngày 1 tháng 9 năm 2011.
49. 1 2  “Seuntjens verruilt armlastig RBC voor Den Bosch”. Bản gốc lưu trữ ngày 30 tháng 12 năm 2014. Truy cập ngày 1 tháng 9 năm 2011.
50. ↑  “Dordt plukt Kousemaker weg bij FC Den Bosch”. Bản gốc lưu trữ ngày 30 tháng 12 năm 2014. Truy cập ngày 1 tháng 9 năm 2011.
51. ↑  “Spartaan Abdul kiest voor maatschappelijke carrière”. Bản gốc lưu trữ ngày 30 tháng 12 năm 2014. Truy cập ngày 1 tháng 9 năm 2011.
52. ↑  “Transfervrije Koning terug naar Volendam”. Bản gốc lưu trữ ngày 30 tháng 12 năm 2014. Truy cập ngày 1 tháng 9 năm 2011.
53. ↑  “FC Den Bosch legt aanvaller Vlug vast”. Bản gốc lưu trữ ngày 30 tháng 12 năm 2014. Truy cập ngày 1 tháng 9 năm 2011.
54. ↑  “Platje zet krabbel onder contract bij NEC”. Bản gốc lưu trữ ngày 30 tháng 12 năm 2014. Truy cập ngày 1 tháng 9 năm 2011.
55. ↑  “Bruinier: "Sparta is in mijn ogen een eredivisionist”. Bản gốc lưu trữ ngày 30 tháng 12 năm 2014. Truy cập ngày 1 tháng 9 năm 2011.
56. ↑  “Spakenburg haalt Willemsen op bij Almere City”. Bản gốc lưu trữ ngày 30 tháng 12 năm 2014. Truy cập ngày 1 tháng 9 năm 2011.
57. ↑  SV Meppen sluit Wessels weer in armen
58. ↑  “Wielaert twee jaar langer bij Roda JC”. Bản gốc lưu trữ ngày 30 tháng 12 năm 2014. Truy cập ngày 1 tháng 9 năm 2011.
59. ↑  “Sebens verlaat De Graafschap voor Topklasse”. Bản gốc lưu trữ ngày 30 tháng 12 năm 2014. Truy cập ngày 1 tháng 9 năm 2011.
60. ↑  “Mark Voss en Joeri Schroyen verdienen contract”. Bản gốc lưu trữ ngày 30 tháng 12 năm 2014. Truy cập ngày 1 tháng 9 năm 2011.
61. ↑  “'Bloeiende' Davids tekent bij Augsburg”. Bản gốc lưu trữ ngày 30 tháng 12 năm 2014. Truy cập ngày 1 tháng 9 năm 2011.
62. ↑  “Ajax legt Serero voor vier seizoenen vast”. Bản gốc lưu trữ ngày 30 tháng 12 năm 2014. Truy cập ngày 1 tháng 9 năm 2011.
63. ↑  “Janssen tekent voor twee seizoenen bij Ajax”. Bản gốc lưu trữ ngày 30 tháng 12 năm 2014. Truy cập ngày 1 tháng 9 năm 2011.
64. ↑  “Duarte voor drie seizoenen naar Heracles”. Bản gốc lưu trữ ngày 30 tháng 12 năm 2014. Truy cập ngày 1 tháng 9 năm 2011.
65. 1 2 3  “Vitesse stalt Griekse verdediger bij AGOVV”. Bản gốc lưu trữ ngày 30 tháng 12 năm 2014. Truy cập ngày 1 tháng 9 năm 2011.
66. ↑  “PSV verhuurt Nijland aan NEC Nijmegen”. Bản gốc lưu trữ ngày 30 tháng 12 năm 2014. Truy cập ngày 1 tháng 9 năm 2011.
67. ↑  “Roda talent verlaat harde voetbalwereld”. Bản gốc lưu trữ ngày 30 tháng 12 năm 2014. Truy cập ngày 1 tháng 9 năm 2011.
68. 1 2  “Fernandez tekent in Kuip: "Heb de dagen geteld"”. Bản gốc lưu trữ ngày 30 tháng 12 năm 2014. Truy cập ngày 1 tháng 9 năm 2011.
69. ↑  “'Content' De Graafschap haalt Johnson binnen”. Bản gốc lưu trữ ngày 30 tháng 12 năm 2014. Truy cập ngày 1 tháng 9 năm 2011.
70. ↑  “Bonevacia kiest definitief voor NAC Breda”. Bản gốc lưu trữ ngày 30 tháng 12 năm 2014. Truy cập ngày 1 tháng 9 năm 2011.
71. ↑  “Te Vrede kiest Excelsior boven AZ”. Bản gốc lưu trữ ngày 30 tháng 12 năm 2014. Truy cập ngày 1 tháng 9 năm 2011.
72. ↑  “Jonge Spartaan verdwijnt uit profvoetbal”. Bản gốc lưu trữ ngày 30 tháng 12 năm 2014. Truy cập ngày 1 tháng 9 năm 2011.
73. ↑  “RBC'er Brock alsnog naar FC Den Bosch”. Bản gốc lưu trữ ngày 30 tháng 12 năm 2014. Truy cập ngày 1 tháng 9 năm 2011.
74. ↑  “Ter Mate Vitesse in voor Go Ahead”. Bản gốc lưu trữ ngày 30 tháng 12 năm 2014. Truy cập ngày 1 tháng 9 năm 2011.
75. 1 2  “Dubbelslag VVV: Maguire en De Vogt naar Venlo”. Bản gốc lưu trữ ngày 30 tháng 12 năm 2014. Truy cập ngày 1 tháng 9 năm 2011.
76. ↑  “FC Zwolle versterkt zich met aanvaller Mamedov”. Bản gốc lưu trữ ngày 30 tháng 12 năm 2014. Truy cập ngày 1 tháng 9 năm 2011.
77. 1 2  “Sparta contracteert gebroeders Veldmate”. Bản gốc lưu trữ ngày 30 tháng 12 năm 2014. Truy cập ngày 1 tháng 9 năm 2011.
78. ↑  “Sint-Truiden strikt Helmond-aanvaller Andrade”. Bản gốc lưu trữ ngày 30 tháng 12 năm 2014. Truy cập ngày 1 tháng 9 năm 2011.
79. ↑  “Koolwijk: "NEC is voor mij een grote stap voouit"”. Bản gốc lưu trữ ngày 30 tháng 12 năm 2014. Truy cập ngày 1 tháng 9 năm 2011.
80. ↑  “RKC legt aanvallers Fachtali en Alakmak vast”. Bản gốc lưu trữ ngày 30 tháng 12 năm 2014. Truy cập ngày 1 tháng 9 năm 2011.
81. ↑  “Razic verkiest Duitsland boven FC Oss”. Bản gốc lưu trữ ngày 30 tháng 12 năm 2014. Truy cập ngày 1 tháng 9 năm 2011.
82. ↑  FC 's-Gravenzande trekt Danny Gout, Rashidi Gillkes en Michiel van den Berg aan
83. ↑  “'Maradonny' verruilt RKC Waalwijk voor Willem II”. Bản gốc lưu trữ ngày 30 tháng 12 năm 2014. Truy cập ngày 1 tháng 9 năm 2011.
84. 1 2 3  “Cambuur haalt Ajax-goalie en Eagles spelers”. Bản gốc lưu trữ ngày 30 tháng 12 năm 2014. Truy cập ngày 1 tháng 9 năm 2011.
85. ↑  “Den Bosch plukt talent Rashid weg uit De Kuip”. Bản gốc lưu trữ ngày 30 tháng 12 năm 2014. Truy cập ngày 1 tháng 9 năm 2011.
86. 1 2 3  “Ook ADO-talent Achterberg naar Dordrecht”. Bản gốc lưu trữ ngày 30 tháng 12 năm 2014. Truy cập ngày 1 tháng 9 năm 2011.
87. ↑  “Vitesse-flop Kaloglu keert terug naar Turkije”. Bản gốc lưu trữ ngày 30 tháng 12 năm 2014. Truy cập ngày 1 tháng 9 năm 2011.
88. ↑  “Haemhouts bevestigt overstap naar Willem II”. Bản gốc lưu trữ ngày 30 tháng 12 năm 2014. Truy cập ngày 1 tháng 9 năm 2011.
89. ↑  Erik Wegh keert terug op het oude nest
90. ↑  “Beekmans kiest voor Australisch avontuur”. Bản gốc lưu trữ ngày 30 tháng 12 năm 2014. Truy cập ngày 1 tháng 9 năm 2011.
91. ↑  Pa Modou Kah confirms: Signature of Al Khor beginning of a new professional way
92. ↑  “ADO Den Haag heeft talent Chery binnen”. Bản gốc lưu trữ ngày 30 tháng 12 năm 2014. Truy cập ngày 1 tháng 9 năm 2011.
93. ↑  “NAC legt transfervrije Zonneveld opnieuw vast”. Bản gốc lưu trữ ngày 30 tháng 12 năm 2014. Truy cập ngày 1 tháng 9 năm 2011.
94. 1 2 3 4 5  “FC Oss legt vier talenten van NEC vast”. Bản gốc lưu trữ ngày 30 tháng 12 năm 2014. Truy cập ngày 1 tháng 9 năm 2011.
95. 1 2  “Doelman Paauwe verlaat Excelsior definitief”. Bản gốc lưu trữ ngày 30 tháng 12 năm 2014. Truy cập ngày 1 tháng 9 năm 2011.
96. ↑  “Kalisse verlaat Dordt voor Roemeens avontuur”. Bản gốc lưu trữ ngày 30 tháng 12 năm 2014. Truy cập ngày 1 tháng 9 năm 2011.
97. ↑  “Trefzekere De Leeuw naar De Graafschap”. Bản gốc lưu trữ ngày 30 tháng 12 năm 2014. Truy cập ngày 1 tháng 9 năm 2011.
98. ↑  “Verdediger Janssen verruilt Venlo voor Sittard”. Bản gốc lưu trữ ngày 30 tháng 12 năm 2014. Truy cập ngày 1 tháng 9 năm 2011.
99. ↑  Seliga keert terug naar Slovenië
100. ↑  “Helmond Sport versterkt zich met Quekel”. Bản gốc lưu trữ ngày 30 tháng 12 năm 2014. Truy cập ngày 1 tháng 9 năm 2011.
101. ↑  “Lucius op amateurbasis naar FC Eindhoven”. Bản gốc lưu trữ ngày 30 tháng 12 năm 2014. Truy cập ngày 1 tháng 9 năm 2011.
102. ↑  “Scheimann verruilt Den Bosch voor Excelsior”. Bản gốc lưu trữ ngày 30 tháng 12 năm 2014. Truy cập ngày 1 tháng 9 năm 2011.
103. ↑  “Ajax bevestigt verhuur Jozefzoon aan NAC”. Bản gốc lưu trữ ngày 30 tháng 12 năm 2014. Truy cập ngày 1 tháng 9 năm 2011.
104. ↑  “Vorthoren maakt stap vooruit naar Excelsior”. Bản gốc lưu trữ ngày 30 tháng 12 năm 2014. Truy cập ngày 1 tháng 9 năm 2011.
105. ↑  “Excelsior slaat nieuwe slag en contracteert Alberg”. Bản gốc lưu trữ ngày 30 tháng 12 năm 2014. Truy cập ngày 1 tháng 9 năm 2011.
106. ↑  “AGOVV haalt Krohne weg uit topklasse”. Bản gốc lưu trữ ngày 30 tháng 12 năm 2014. Truy cập ngày 1 tháng 9 năm 2011.
107. ↑  “FC Oss versterkt zich met Van den Ouweland”. Bản gốc lưu trữ ngày 30 tháng 12 năm 2014. Truy cập ngày 1 tháng 9 năm 2011.
108. ↑  “FC Zwolle bevestigt komst Aafjes”. Bản gốc lưu trữ ngày 30 tháng 12 năm 2014. Truy cập ngày 1 tháng 9 năm 2011.
109. ↑  “De Wit als amateur aan de slag bij Go Ahead”. Bản gốc lưu trữ ngày 30 tháng 12 năm 2014. Truy cập ngày 1 tháng 9 năm 2011.
110. ↑  “PSV bevestigt: Dzsudzsák naar Anzhi”. Bản gốc lưu trữ ngày 30 tháng 12 năm 2014. Truy cập ngày 1 tháng 9 năm 2011.
111. ↑  Tom Boks naar SVV Scheveningen[liên kết hỏng]
112. ↑  “Waterman tekent voor twee jaar in Aachen”. Bản gốc lưu trữ ngày 30 tháng 12 năm 2014. Truy cập ngày 1 tháng 9 năm 2011.
113. ↑  “'Traditionsverein' Osnabrück strikt Paddy John”. Bản gốc lưu trữ ngày 30 tháng 12 năm 2014. Truy cập ngày 1 tháng 9 năm 2011.
114. ↑  “Grabovac kiest voor zekerheid bij Helmond”. Bản gốc lưu trữ ngày 30 tháng 12 năm 2014. Truy cập ngày 1 tháng 9 năm 2011.
115. ↑  “Zeegelaar voor vier seizoenen naar Espanyol”. Bản gốc lưu trữ ngày 30 tháng 12 năm 2014. Truy cập ngày 1 tháng 9 năm 2011.
116. ↑  “FC Groningen ziet Granqvist naar Genoa vertrekken”. Bản gốc lưu trữ ngày 30 tháng 12 năm 2014. Truy cập ngày 1 tháng 9 năm 2011.
117. ↑  “Grindheim krijgt zin met transfer naar Kopenhagen”. Bản gốc lưu trữ ngày 30 tháng 12 năm 2014. Truy cập ngày 1 tháng 9 năm 2011.
118. ↑  “Otten komt tot akkoord met Ferencvaros”. Bản gốc lưu trữ ngày 30 tháng 12 năm 2014. Truy cập ngày 1 tháng 9 năm 2011.
119. ↑  “Booy blij met komst van toptalent Takagi”. Bản gốc lưu trữ ngày 30 tháng 12 năm 2014. Truy cập ngày 1 tháng 9 năm 2011.
120. 1 2  “FC Oss trekt AGOVV'er De Ruiter aan”. Bản gốc lưu trữ ngày 30 tháng 12 năm 2014. Truy cập ngày 1 tháng 9 năm 2011.
121. ↑  “FC Zwolle maakt verblijf Maachi definitief”. Bản gốc lưu trữ ngày 30 tháng 12 năm 2014. Truy cập ngày 1 tháng 9 năm 2011.
122. ↑  “AGOVV neemt Receveur over van NAC Breda”. Bản gốc lưu trữ ngày 30 tháng 12 năm 2014. Truy cập ngày 1 tháng 9 năm 2011.
123. ↑  “FC Emmen neemt Wolters over van FC Utrecht”. Bản gốc lưu trữ ngày 30 tháng 12 năm 2014. Truy cập ngày 1 tháng 9 năm 2011.
124. ↑  “Sporting bevestigt: Komst Schaars rond”. Bản gốc lưu trữ ngày 30 tháng 12 năm 2014. Truy cập ngày 1 tháng 9 năm 2011.
125. ↑  “FC Eindhoven strikt 'amateur' van Kouwen”. Bản gốc lưu trữ ngày 30 tháng 12 năm 2014. Truy cập ngày 1 tháng 9 năm 2011.
126. ↑  “Jerge Hoefdraad vertrekt naar Telstar”. Bản gốc lưu trữ ngày 5 tháng 9 năm 2012. Truy cập ngày 1 tháng 9 năm 2011.
127. ↑  “Fortuna pikt multifunctionele Diaz op bij Cambuur”. Bản gốc lưu trữ ngày 30 tháng 12 năm 2014. Truy cập ngày 1 tháng 9 năm 2011.
128. ↑  “Zulte Waregem maakt komst De Fauw rond”. Bản gốc lưu trữ ngày 30 tháng 12 năm 2014. Truy cập ngày 1 tháng 9 năm 2011.
129. ↑  “Sydney FC trekt Bosschaart aan”. Bản gốc lưu trữ ngày 30 tháng 12 năm 2014. Truy cập ngày 1 tháng 9 năm 2011.
130. 1 2  “Nuytinck naar Excelsior, Lagouireh tekent bij”. Bản gốc lưu trữ ngày 30 tháng 12 năm 2014. Truy cập ngày 1 tháng 9 năm 2011.
131. ↑  “Mulder verruilt promovendus RKC voor Willem II”. Bản gốc lưu trữ ngày 30 tháng 12 năm 2014. Truy cập ngày 1 tháng 9 năm 2011.
132. ↑  “AGOVV trekt PSV-belofte Thomassen aan”. Bản gốc lưu trữ ngày 30 tháng 12 năm 2014. Truy cập ngày 1 tháng 9 năm 2011.
133. ↑  “Ervaren Belgische verdediger voor Fortuna”. Bản gốc lưu trữ ngày 30 tháng 12 năm 2014. Truy cập ngày 1 tháng 9 năm 2011.
134. ↑  “Visé haalt Caracciolo weer naar België”. Bản gốc lưu trữ ngày 28 tháng 9 năm 2011. Truy cập ngày 1 tháng 9 năm 2011.
135. ↑  “Ghoochannejhad kiest voor Sint-Truiden”. Bản gốc lưu trữ ngày 30 tháng 12 năm 2014. Truy cập ngày 1 tháng 9 năm 2011.
136. ↑  “Guijt verkiest Willem II boven Sparta en RKC”. Bản gốc lưu trữ ngày 30 tháng 12 năm 2014. Truy cập ngày 1 tháng 9 năm 2011.
137. ↑  “Heerenveen verhuurt Stolte naar Fortuna”. Bản gốc lưu trữ ngày 30 tháng 12 năm 2014. Truy cập ngày 1 tháng 9 năm 2011.
138. ↑  “Willem II neemt Schreurs over van FC Zwolle”. Bản gốc lưu trữ ngày 30 tháng 12 năm 2014. Truy cập ngày 1 tháng 9 năm 2011.
139. ↑  “Huijsman verruilt FC Utrecht voor FC Oss”. Bản gốc lưu trữ ngày 30 tháng 12 năm 2014. Truy cập ngày 1 tháng 9 năm 2011.
140. ↑  “Ajax en RKC zijn het eens over Boerrigter”. Bản gốc lưu trữ ngày 30 tháng 12 năm 2014. Truy cập ngày 1 tháng 9 năm 2011.
141. ↑  “Go Ahead strikt verdediger Jansen”. Bản gốc lưu trữ ngày 30 tháng 12 năm 2014. Truy cập ngày 1 tháng 9 năm 2011.
142. ↑  “Lindgren tekent voor twee jaar in Oostenrijk”. Bản gốc lưu trữ ngày 30 tháng 12 năm 2014. Truy cập ngày 1 tháng 9 năm 2011.
143. ↑  Waalkens naar FC Eindhoven
144. 1 2  “Sparta legt na Overtoom ook Luirink vast”. Bản gốc lưu trữ ngày 30 tháng 12 năm 2014. Truy cập ngày 1 tháng 9 năm 2011.
145. ↑  “FC Emmen haalt Kunst op in Groningen”. Bản gốc lưu trữ ngày 30 tháng 12 năm 2014. Truy cập ngày 1 tháng 9 năm 2011.
146. 1 2 3  “Felixdaal tekent bij Almere City FC”. Bản gốc lưu trữ ngày 25 tháng 3 năm 2012. Truy cập ngày 1 tháng 9 năm 2011.
147. 1 2 3  “Feyenoord legt drietal talenten langer vast”. Bản gốc lưu trữ ngày 30 tháng 12 năm 2014. Truy cập ngày 1 tháng 9 năm 2011.
148. ↑  “Verdediger Eekman verlengt bij Excelsior”. Bản gốc lưu trữ ngày 30 tháng 12 năm 2014. Truy cập ngày 1 tháng 9 năm 2011.
149. 1 2  “SC Cambuur legt Droste en Bakker vast”. Bản gốc lưu trữ ngày 30 tháng 12 năm 2014. Truy cập ngày 1 tháng 9 năm 2011.
150. ↑  “Helmond verrast met komst 'good old' Nygaard”. Bản gốc lưu trữ ngày 30 tháng 12 năm 2014. Truy cập ngày 1 tháng 9 năm 2011.
151. ↑  “AZ ziet Moreno definitief naar Espanyol gaan”. Bản gốc lưu trữ ngày 30 tháng 12 năm 2014. Truy cập ngày 1 tháng 9 năm 2011.
152. ↑  “Roda JC vindt in Biemans opvolger voor De Fauw”. Bản gốc lưu trữ ngày 30 tháng 12 năm 2014. Truy cập ngày 1 tháng 9 năm 2011.
153. ↑  “AGOVV strikt ervaren verdediger Reekers”. Bản gốc lưu trữ ngày 30 tháng 12 năm 2014. Truy cập ngày 1 tháng 9 năm 2011.
154. ↑  “Skoublo tekent voor twee seizoenen bij Odense”. Bản gốc lưu trữ ngày 30 tháng 12 năm 2014. Truy cập ngày 1 tháng 9 năm 2011.
155. 1 2  “Telstar bindt Brands en legt talent Sari vast”. Bản gốc lưu trữ ngày 30 tháng 12 năm 2014. Truy cập ngày 1 tháng 9 năm 2011.
156. 1 2  “Sparta trekt ook Nieuwendaal en Schmeltz”. Bản gốc lưu trữ ngày 30 tháng 12 năm 2014. Truy cập ngày 1 tháng 9 năm 2011.
157. ↑  “RBC'er Veerman vindt onderdak bij Helmond Sport”. Bản gốc lưu trữ ngày 30 tháng 12 năm 2014. Truy cập ngày 1 tháng 9 năm 2011.
158. ↑  “Rankovic verlaat ADO voor Partizan Belgrado”. Bản gốc lưu trữ ngày 30 tháng 12 năm 2014. Truy cập ngày 1 tháng 9 năm 2011.
159. ↑  “Santy Hulst tekent twee jaar in Dordrecht”. Bản gốc lưu trữ ngày 30 tháng 9 năm 2011. Truy cập ngày 1 tháng 9 năm 2011.
160. ↑  “Almere City versterkt zich met Toet”. Bản gốc lưu trữ ngày 30 tháng 12 năm 2014. Truy cập ngày 1 tháng 9 năm 2011.
161. ↑  “Roda JC: "Erg blij met komst Vukovic"”. Bản gốc lưu trữ ngày 30 tháng 12 năm 2014. Truy cập ngày 1 tháng 9 năm 2011.
162. ↑  “Zoet op huurbasis naar ambitieus RKC”. Bản gốc lưu trữ ngày 30 tháng 12 năm 2014. Truy cập ngày 1 tháng 9 năm 2011.
163. 1 2  “FC Groningen trekt verdediger Kwakman aan”. Bản gốc lưu trữ ngày 30 tháng 12 năm 2014. Truy cập ngày 1 tháng 9 năm 2011.
164. ↑  “Koç nu echt terug op oude nest”. Bản gốc lưu trữ ngày 30 tháng 12 năm 2014. Truy cập ngày 1 tháng 9 năm 2011.
165. ↑  “Ebergen na één seizoen terug bij FC Oss”. Bản gốc lưu trữ ngày 30 tháng 12 năm 2014. Truy cập ngày 1 tháng 9 năm 2011.
166. ↑  Nächste Verpflichtung
167. ↑  Riedel terug naar Duitsland
168. ↑  “Zwolle-verdediger tekent bij Helmond Sport”. Bản gốc lưu trữ ngày 30 tháng 12 năm 2014. Truy cập ngày 1 tháng 9 năm 2011.
169. ↑  “Van Leerdam gaat Canadees avontuur aan”. Bản gốc lưu trữ ngày 30 tháng 12 năm 2014. Truy cập ngày 1 tháng 9 năm 2011.
170. ↑  “FC Oss haalt van Muyen op bij Dordt”. Bản gốc lưu trữ ngày 30 tháng 12 năm 2014. Truy cập ngày 1 tháng 9 năm 2011.
171. ↑  “Ars verlaat FC Zwolle voor Levski Sofia”. Bản gốc lưu trữ ngày 30 tháng 12 năm 2014. Truy cập ngày 1 tháng 9 năm 2011.
172. ↑  “Garcia Garcia naar 'Oranje' AEK Larnaca”. Bản gốc lưu trữ ngày 30 tháng 12 năm 2014. Truy cập ngày 1 tháng 9 năm 2011.
173. ↑  “Pedro verruilt Go Ahead voor Heracles”. Bản gốc lưu trữ ngày 30 tháng 12 năm 2014. Truy cập ngày 1 tháng 9 năm 2011.
174. ↑  FC Oss haalt Van der Sloot terug op oude nest
175. ↑  “NAC Breda bevestigt vertrek van Leonardo”. Bản gốc lưu trữ ngày 30 tháng 12 năm 2014. Truy cập ngày 1 tháng 9 năm 2011.
176. ↑  “FC Emmen strikt Rustenberg”. Bản gốc lưu trữ ngày 30 tháng 12 năm 2014. Truy cập ngày 1 tháng 9 năm 2011.
177. ↑  “Ervaren doelman Kuperus naar FC Emmen”. Bản gốc lưu trữ ngày 30 tháng 12 năm 2014. Truy cập ngày 1 tháng 9 năm 2011.
178. ↑  “Doelman Zaari verruilt FC Den Bosch voor Eindhoven”. Bản gốc lưu trữ ngày 30 tháng 12 năm 2014. Truy cập ngày 1 tháng 9 năm 2011.
179. ↑  “ADO krijgt na Kubik opnieuw een Slowaak”. Bản gốc lưu trữ ngày 30 tháng 12 năm 2014. Truy cập ngày 1 tháng 9 năm 2011.
180. ↑  “'Cultspits' Suk van Ajax naar FC Groningen”. Bản gốc lưu trữ ngày 30 tháng 12 năm 2014. Truy cập ngày 1 tháng 9 năm 2011.
181. ↑  “Go Ahead test Tcho Tcho en bindt Houtkoop”. Bản gốc lưu trữ ngày 30 tháng 12 năm 2014. Truy cập ngày 1 tháng 9 năm 2011.
182. ↑  “Sibon als pinchhitter terug bij sc Heerenveen”. Bản gốc lưu trữ ngày 26 tháng 12 năm 2014. Truy cập ngày 1 tháng 9 năm 2011.
183. ↑  “Hollart keert terug bij Almere City”. Bản gốc lưu trữ ngày 25 tháng 3 năm 2012. Truy cập ngày 1 tháng 9 năm 2011.
184. ↑  Makiavala van Jong PSV naar FC Eindhoven
185. ↑  “Content AZ legt Boymans voor vier jaar vast”. Bản gốc lưu trữ ngày 30 tháng 12 năm 2014. Truy cập ngày 1 tháng 9 năm 2011.
186. 1 2  “PSV bevestigt komst Mertens en Strootman”. Bản gốc lưu trữ ngày 30 tháng 12 năm 2014. Truy cập ngày 1 tháng 9 năm 2011.
187. ↑  “Haglund tekent contracat bij IFK Göteborg”. Bản gốc lưu trữ ngày 30 tháng 12 năm 2014. Truy cập ngày 1 tháng 9 năm 2011.
188. ↑  “SC Veendam huurt Menting van FC Groningen”. Bản gốc lưu trữ ngày 30 tháng 12 năm 2014. Truy cập ngày 1 tháng 9 năm 2011.
189. ↑  “Koevermans en Frings kiezen voor Toronto FC”. Bản gốc lưu trữ ngày 30 tháng 12 năm 2014. Truy cập ngày 1 tháng 9 năm 2011.
190. ↑  “De Cler voor twee jaar naar AEK Larnaca”. Bản gốc lưu trữ ngày 30 tháng 12 năm 2014. Truy cập ngày 1 tháng 9 năm 2011.
191. ↑  “Alakmak: "Kan me bij RKC in de kijker spelen”. Bản gốc lưu trữ ngày 30 tháng 12 năm 2014. Truy cập ngày 1 tháng 9 năm 2011.
192. ↑  “VVV trekt Zwolle-revelatie Wildschut aan”. Bản gốc lưu trữ ngày 30 tháng 12 năm 2014. Truy cập ngày 1 tháng 9 năm 2011.
193. ↑  “Volga sign Azerbaijan striker Vagif Javadov”. Bản gốc lưu trữ ngày 12 tháng 7 năm 2011. Truy cập ngày 1 tháng 9 năm 2011.
194. ↑  “NEC haalt Van der Velden transfervrij op bij AZ”. Bản gốc lưu trữ ngày 30 tháng 12 năm 2014. Truy cập ngày 1 tháng 9 năm 2011.
195. ↑  “Dantschotter goalie nummer één”. Bản gốc lưu trữ ngày 30 tháng 12 năm 2014. Truy cập ngày 1 tháng 9 năm 2011.
196. ↑  “Misidjan verruilt Oss voor ambitieus Almere”. Bản gốc lưu trữ ngày 30 tháng 12 năm 2014. Truy cập ngày 1 tháng 9 năm 2011.
197. ↑  “Proefspeler Post tekent bij FC Dordrecht”. Bản gốc lưu trữ ngày 30 tháng 12 năm 2014. Truy cập ngày 1 tháng 9 năm 2011.
198. ↑  “MVV haalt gretige Van Eijk binnen”. Bản gốc lưu trữ ngày 30 tháng 12 năm 2014. Truy cập ngày 1 tháng 9 năm 2011.
199. ↑  “Buijs tekent voor één jaar bij Kilmarnock”. Bản gốc lưu trữ ngày 30 tháng 12 năm 2014. Truy cập ngày 1 tháng 9 năm 2011.
200. ↑  “Bergkamp tekent tweejarig contract in Engeland”. Bản gốc lưu trữ ngày 30 tháng 12 năm 2014. Truy cập ngày 1 tháng 9 năm 2011.
201. ↑  “Jungschläger kiest voor avontuur in Australië”. Bản gốc lưu trữ ngày 30 tháng 12 năm 2014. Truy cập ngày 1 tháng 9 năm 2011.
202. 1 2  “Volendam stuurt opnieuw spelers naar Almere”. Bản gốc lưu trữ ngày 30 tháng 12 năm 2014. Truy cập ngày 1 tháng 9 năm 2011.
203. ↑  “Padt: "Meer kans om te slagen bij AA Gent”. Bản gốc lưu trữ ngày 30 tháng 12 năm 2014. Truy cập ngày 1 tháng 9 năm 2011.
204. ↑  “Gommans verkiest Sittard boven Deventer”. Bản gốc lưu trữ ngày 30 tháng 12 năm 2014. Truy cập ngày 1 tháng 9 năm 2011.
205. ↑  “Feyenoord bevestigt: Wijnaldum naar PSV”. Bản gốc lưu trữ ngày 30 tháng 12 năm 2014. Truy cập ngày 1 tháng 9 năm 2011.
206. ↑  “'Rots van Rio' verruilt Feyenoord voor Turkije”. Bản gốc lưu trữ ngày 30 tháng 12 năm 2014. Truy cập ngày 1 tháng 9 năm 2011.
207. ↑  “Sparta vindt in Pellaatz opvolger van Moens”. Bản gốc lưu trữ ngày 30 tháng 12 năm 2014. Truy cập ngày 1 tháng 9 năm 2011.
208. ↑  “Excelsior verhuurt Ribeiro aan Almere City”. Bản gốc lưu trữ ngày 30 tháng 12 năm 2014. Truy cập ngày 1 tháng 9 năm 2011.
209. ↑  Josimar Lima tekent contract bij FC Dordrecht
210. ↑  Alisic verlaat Excelsior voor Debreceni
211. ↑  “Spartak bevestigt miljoenentransfer De Zeeuw”. Bản gốc lưu trữ ngày 30 tháng 12 năm 2014. Truy cập ngày 1 tháng 9 năm 2011.
212. 1 2  “FC Twente verhuurt Bannink aan FC Zwolle”. Bản gốc lưu trữ ngày 30 tháng 12 năm 2014. Truy cập ngày 1 tháng 9 năm 2011.
213. ↑  “Vitesse trekt jonge Estse doelman Meerits aan”. Bản gốc lưu trữ ngày 30 tháng 12 năm 2014. Truy cập ngày 1 tháng 9 năm 2011.
214. ↑  Bursaspor legt zeven spelers vast
215. ↑  “Fortuna strikt Dreesen en krijgt speler op proef”. Bản gốc lưu trữ ngày 30 tháng 12 năm 2014. Truy cập ngày 1 tháng 9 năm 2011.
216. ↑  “Willem II haalt ervaren verdediger Keller binnen”. Bản gốc lưu trữ ngày 30 tháng 12 năm 2014. Truy cập ngày 1 tháng 9 năm 2011.
217. ↑  “Cvitanich: "Blij dat Boca mij deze kans biedt"”. Bản gốc lưu trữ ngày 30 tháng 12 năm 2014. Truy cập ngày 1 tháng 9 năm 2011.
218. ↑  “Voskamp: "Wroclaw is een leuke stad in opkomst”. Bản gốc lưu trữ ngày 30 tháng 12 năm 2014. Truy cập ngày 1 tháng 9 năm 2011.
219. ↑  “FC Den Bosch trekt dominante Begois”. Bản gốc lưu trữ ngày 30 tháng 12 năm 2014. Truy cập ngày 1 tháng 9 năm 2011.
220. ↑  “VVV Venlo versterkt zich met Meeuwis”. Bản gốc lưu trữ ngày 30 tháng 12 năm 2014. Truy cập ngày 1 tháng 9 năm 2011.
221. ↑  “Willem II'er Lampi naar Arsenal Kiev”. Bản gốc lưu trữ ngày 30 tháng 12 năm 2014. Truy cập ngày 1 tháng 9 năm 2011.
222. ↑  “RKC maakt Eredivisie-droom Martina waar”. Bản gốc lưu trữ ngày 30 tháng 12 năm 2014. Truy cập ngày 1 tháng 9 năm 2011.
223. ↑  “Ibarra tweede zomeraanwinst Vitesse”. Bản gốc lưu trữ ngày 30 tháng 12 năm 2014. Truy cập ngày 1 tháng 9 năm 2011.
224. ↑  “Sengier nieuwe doelman Helmond Sport”. Bản gốc lưu trữ ngày 30 tháng 12 năm 2014. Truy cập ngày 1 tháng 9 năm 2011.
225. ↑  “Bah op amateurbasis naar FC Eindhoven”. Bản gốc lưu trữ ngày 30 tháng 12 năm 2014. Truy cập ngày 1 tháng 9 năm 2011.
226. ↑  “FC Utrecht start herbouw met komst Martensson”. Bản gốc lưu trữ ngày 30 tháng 12 năm 2014. Truy cập ngày 1 tháng 9 năm 2011.
227. ↑  “Molhoek wil bij VVV bewijzen dat hij er nog is”. Bản gốc lưu trữ ngày 30 tháng 12 năm 2014. Truy cập ngày 1 tháng 9 năm 2011.
228. ↑  “Paauwe verlaat profvoetbal voor topklasse”. Bản gốc lưu trữ ngày 30 tháng 12 năm 2014. Truy cập ngày 1 tháng 9 năm 2011.
229. ↑  “Makuno op amateurbasis naar Go Ahead”. Bản gốc lưu trữ ngày 30 tháng 12 năm 2014. Truy cập ngày 1 tháng 9 năm 2011.
230. ↑  “Almere City strikt Meulens, doelman verlengt”. Bản gốc lưu trữ ngày 30 tháng 12 năm 2014. Truy cập ngày 1 tháng 9 năm 2011.
231. ↑  “Roda JC strikt Ramzi voor twee seizoenen”. Bản gốc lưu trữ ngày 30 tháng 12 năm 2014. Truy cập ngày 1 tháng 9 năm 2011.
232. ↑  Hugo Bargas terug naar All Boys
233. ↑  “FC Utrecht heeft ook Zweed Nilsson beet”. Bản gốc lưu trữ ngày 30 tháng 12 năm 2014. Truy cập ngày 1 tháng 9 năm 2011.
234. ↑  “Stagiair Merckx als amateur naar Eindhoven”. Bản gốc lưu trữ ngày 30 tháng 12 năm 2014. Truy cập ngày 1 tháng 9 năm 2011.
235. ↑  “Helmond pikt Duitser Stachnik transfervrij op”. Bản gốc lưu trữ ngày 30 tháng 12 năm 2014. Truy cập ngày 1 tháng 9 năm 2011.
236. ↑  “Idabdelhay versterkt gelederen van VfL Osnabrück”. Bản gốc lưu trữ ngày 30 tháng 12 năm 2014. Truy cập ngày 1 tháng 9 năm 2011.
237. 1 2 3 4  “NAC haalt dure aanvaller Kolk toch binnen”. Bản gốc lưu trữ ngày 30 tháng 12 năm 2014. Truy cập ngày 1 tháng 9 năm 2011.
238. ↑  “Cambuur versterkt voorhoede met Dissels”. Bản gốc lưu trữ ngày 30 tháng 12 năm 2014. Truy cập ngày 1 tháng 9 năm 2011.
239. ↑  “Telstar haalt Serviër Mazreku op bij AZ”. Bản gốc lưu trữ ngày 30 tháng 12 năm 2014. Truy cập ngày 1 tháng 9 năm 2011.
240. ↑  “Fortuna huurt 'onhaalbare' tester Scheelen”. Bản gốc lưu trữ ngày 30 tháng 12 năm 2014. Truy cập ngày 1 tháng 9 năm 2011.
241. ↑  “Griekse aanvaller voor SC Veendam”. Bản gốc lưu trữ ngày 30 tháng 12 năm 2014. Truy cập ngày 1 tháng 9 năm 2011.
242. ↑  “VfB Stuttgart koopt Maza weg bij PSV”. Bản gốc lưu trữ ngày 30 tháng 12 năm 2014. Truy cập ngày 1 tháng 9 năm 2011.
243. ↑  “Schenkel keert bij Telstar terug op oude nest”. Bản gốc lưu trữ ngày 30 tháng 12 năm 2014. Truy cập ngày 1 tháng 9 năm 2011.
244. ↑  “Heracles strikt talentvolle Van Mieghem”. Bản gốc lưu trữ ngày 30 tháng 12 năm 2014. Truy cập ngày 1 tháng 9 năm 2011.
245. ↑  Stephan Veenboer naar Telstar
246. ↑  “Tesselaar tekent contract bij St. Mirren”. Bản gốc lưu trữ ngày 30 tháng 12 năm 2014. Truy cập ngày 1 tháng 9 năm 2011.
247. ↑  “Van der Vlag volgt Padt op bij Go Ahead”. Bản gốc lưu trữ ngày 30 tháng 12 năm 2014. Truy cập ngày 1 tháng 9 năm 2011.
248. ↑  “Abdulla tekent voor drie jaar in Doetinchem”. Bản gốc lưu trữ ngày 30 tháng 12 năm 2014. Truy cập ngày 1 tháng 9 năm 2011.
249. ↑  “Van der Haar verruilt FC Zwolle voor Staphorst”. Bản gốc lưu trữ ngày 30 tháng 12 năm 2014. Truy cập ngày 1 tháng 9 năm 2011.
250. 1 2  Vitesse haalt tweeling uit Brazilië
251. ↑  “SC Veendam vindt in Kluin gewenste spits”. Bản gốc lưu trữ ngày 30 tháng 12 năm 2014. Truy cập ngày 1 tháng 9 năm 2011.
252. ↑  “Telstar laat Kuipers terugkeren in betaald voetbal”. Bản gốc lưu trữ ngày 30 tháng 12 năm 2014. Truy cập ngày 1 tháng 9 năm 2011.
253. ↑  “Sumelka tekent contract voor FC Oss”. Bản gốc lưu trữ ngày 30 tháng 12 năm 2014. Truy cập ngày 1 tháng 9 năm 2011.
254. ↑  “Volendam huurt Kruys opnieuw van Malmö”. Bản gốc lưu trữ ngày 30 tháng 12 năm 2014. Truy cập ngày 1 tháng 9 năm 2011.
255. ↑  “FC Utrecht wint strijd om gewilde spits Gerndt”. Bản gốc lưu trữ ngày 30 tháng 12 năm 2014. Truy cập ngày 1 tháng 9 năm 2011.
256. ↑  “Cairo tekent voor één seizoen bij AGOVV”. Bản gốc lưu trữ ngày 30 tháng 12 năm 2014. Truy cập ngày 1 tháng 9 năm 2011.
257. ↑  “FC Groningen bereikt akkoord met Etemadi”. Bản gốc lưu trữ ngày 30 tháng 12 năm 2014. Truy cập ngày 1 tháng 9 năm 2011.
258. ↑  “Veendam huurt goalie Nienhuis van Groningen”. Bản gốc lưu trữ ngày 30 tháng 12 năm 2014. Truy cập ngày 1 tháng 9 năm 2011.
259. ↑  “FC Dordrecht pikt verdediger op in Tilburg”. Bản gốc lưu trữ ngày 30 tháng 12 năm 2014. Truy cập ngày 1 tháng 9 năm 2011.
260. ↑  “Lechia Gdansk legt Benson voor twee jaar vast”. Bản gốc lưu trữ ngày 30 tháng 12 năm 2014. Truy cập ngày 1 tháng 9 năm 2011.
261. ↑  “Fortuna kondigt komst Trstena (17) aan”. Bản gốc lưu trữ ngày 30 tháng 12 năm 2014. Truy cập ngày 1 tháng 9 năm 2011.
262. ↑  “Roda JC maakt komst Malki officieel”. Bản gốc lưu trữ ngày 30 tháng 12 năm 2014. Truy cập ngày 1 tháng 9 năm 2011.
263. ↑  Di Lallo krijgt contract bij Roeselare
264. ↑  “Heerenveen huurt talentvolle Sloveen Resek”. Bản gốc lưu trữ ngày 30 tháng 12 năm 2014. Truy cập ngày 1 tháng 9 năm 2011.
265. ↑  “Altidore tekent voor vier seizoenen bij AZ”. Bản gốc lưu trữ ngày 30 tháng 12 năm 2014. Truy cập ngày 1 tháng 9 năm 2011.
266. ↑  “Varela overtuigt technische staf Sparta”. Bản gốc lưu trữ ngày 30 tháng 12 năm 2014. Truy cập ngày 1 tháng 9 năm 2011.
267. ↑  Winger Etienne Esajas handed Swindon Town deal
268. ↑  Steve de Ridder naar Southampton
269. ↑  Nadjim Haroun krijgt amateurcontract van AGOVV
270. ↑  “Telstar onder de indruk van tester Ornoch”. Bản gốc lưu trữ ngày 30 tháng 12 năm 2014. Truy cập ngày 1 tháng 9 năm 2011.
271. ↑  “Hadouir tekent voor twee jaar bij Aachen”. Bản gốc lưu trữ ngày 30 tháng 12 năm 2014. Truy cập ngày 1 tháng 9 năm 2011.
272. ↑  “Dompig verdeint contract bij Cercle Brugge”. Bản gốc lưu trữ ngày 30 tháng 12 năm 2014. Truy cập ngày 1 tháng 9 năm 2011.
273. ↑  “Fulham verhuurt Hoesen aan Fortuna Sittard”. Bản gốc lưu trữ ngày 30 tháng 12 năm 2014. Truy cập ngày 1 tháng 9 năm 2011.
274. ↑  “SC Veendam contracteert Jozsef Piller”. Bản gốc lưu trữ ngày 24 tháng 7 năm 2011. Truy cập ngày 1 tháng 9 năm 2011.
275. ↑  “Coolen legt belangrijke Levchenko voor één jaar vast”. Bản gốc lưu trữ ngày 30 tháng 12 năm 2014. Truy cập ngày 1 tháng 9 năm 2011.
276. ↑  “Willem II trekt ook goalie Christianen aan”. Bản gốc lưu trữ ngày 30 tháng 12 năm 2014. Truy cập ngày 1 tháng 9 năm 2011.
277. ↑  “Van der Biezen kiest voor mooie kans in Polen”. Bản gốc lưu trữ ngày 30 tháng 12 năm 2014. Truy cập ngày 1 tháng 9 năm 2011.
278. ↑  “Prince Rajcomar nieuwe spits van MVV”. Bản gốc lưu trữ ngày 30 tháng 12 năm 2014. Truy cập ngày 1 tháng 9 năm 2011.
279. ↑  “Twente bevestigt vertrek Parker naar Zuid-Afrika”. Bản gốc lưu trữ ngày 30 tháng 12 năm 2014. Truy cập ngày 1 tháng 9 năm 2011.
280. ↑  “Ten Voorde op huurbasis naar RKC Waalwijk”. Bản gốc lưu trữ ngày 30 tháng 12 năm 2014. Truy cập ngày 1 tháng 9 năm 2011.
281. ↑  “Velthuizen gekeurd, meevaller voor Pedersen”. Bản gốc lưu trữ ngày 30 tháng 12 năm 2014. Truy cập ngày 1 tháng 9 năm 2011.
282. 1 2  “FC Emmen legt Almeida en Mravec vast”. Bản gốc lưu trữ ngày 30 tháng 12 năm 2014. Truy cập ngày 1 tháng 9 năm 2011.
283. ↑  “Van Crooy op amateurbasis naar FC Zwolle”. Bản gốc lưu trữ ngày 30 tháng 12 năm 2014. Truy cập ngày 1 tháng 9 năm 2011.
284. ↑  “Roda JC verhuurt Stankov aan FC Oss”. Bản gốc lưu trữ ngày 30 tháng 12 năm 2014. Truy cập ngày 1 tháng 9 năm 2011.
285. 1 2  Midtgarden in de winterstop naar Vitesse
286. ↑  “Jason Oost tekent bij Excelsior”. Bản gốc lưu trữ ngày 30 tháng 9 năm 2011. Truy cập ngày 1 tháng 9 năm 2011.
287. ↑  “AGOVV strikt De Corte en heeft selectie rond”. Bản gốc lưu trữ ngày 30 tháng 12 năm 2014. Truy cập ngày 1 tháng 9 năm 2011.
288. ↑  “AGOVV stuurt 'te lichte' speler terug naar Vitesse”. Bản gốc lưu trữ ngày 30 tháng 12 năm 2014. Truy cập ngày 1 tháng 9 năm 2011.
289. ↑  “Willem II blij met buitenkans Kolkka (36)”. Bản gốc lưu trữ ngày 30 tháng 12 năm 2014. Truy cập ngày 1 tháng 9 năm 2011.
290. ↑  “NEC huurt Ibrahim voor één jaar van City”. Bản gốc lưu trữ ngày 30 tháng 12 năm 2014. Truy cập ngày 1 tháng 9 năm 2011.
291. ↑  “FC Volendam in zee met tester Ahahaoui”. Bản gốc lưu trữ ngày 30 tháng 12 năm 2014. Truy cập ngày 1 tháng 9 năm 2011.
292. ↑  “Andrew Marveggio”. Bản gốc lưu trữ ngày 4 tháng 10 năm 2011. Truy cập ngày 1 tháng 9 năm 2011.
293. ↑  “Ryan Marveggio”. Bản gốc lưu trữ ngày 4 tháng 10 năm 2011. Truy cập ngày 1 tháng 9 năm 2011.
294. ↑  “El Makrini vult vacature bij SC Cambuur”. Bản gốc lưu trữ ngày 30 tháng 12 năm 2014. Truy cập ngày 1 tháng 9 năm 2011.
295. ↑  “FC Volendam legt ook tester Pique vast”. Bản gốc lưu trữ ngày 30 tháng 12 năm 2014. Truy cập ngày 1 tháng 9 năm 2011.
296. ↑  “AS Roma betaalt 6,3 miljoen voor Stekelenburg”. Bản gốc lưu trữ ngày 30 tháng 12 năm 2014. Truy cập ngày 1 tháng 9 năm 2011.
297. ↑  “Auassar alsnog op huurbasis naar RKC”. Bản gốc lưu trữ ngày 30 tháng 12 năm 2014. Truy cập ngày 1 tháng 9 năm 2011.
298. ↑  Mitchell Piqué naar Willem II
299. ↑  “FC Utrecht haalt 'Gatito' Fernandez binnen”. Bản gốc lưu trữ ngày 30 tháng 12 năm 2014. Truy cập ngày 1 tháng 9 năm 2011.
300. ↑  “Excelsior strikt routinier Broerse”. Bản gốc lưu trữ ngày 30 tháng 12 năm 2014. Truy cập ngày 1 tháng 9 năm 2011.
301. 1 2  “Kolder en Tarvajarvi beiden naar Go Ahead”. Bản gốc lưu trữ ngày 30 tháng 12 năm 2014. Truy cập ngày 1 tháng 9 năm 2011.
302. ↑  “Andras Simon transferred to Gyori ETO on a free transfer”. Bản gốc lưu trữ ngày 25 tháng 3 năm 2012. Truy cập ngày 1 tháng 9 năm 2011.
303. ↑  “Roda JC stalt Secerovic bij Fortuna Sittard”. Bản gốc lưu trữ ngày 30 tháng 12 năm 2014. Truy cập ngày 1 tháng 9 năm 2011.
304. ↑  “Vitesse bevestigt terugkeer Nicky Hofs”. Bản gốc lưu trữ ngày 30 tháng 12 năm 2014. Truy cập ngày 1 tháng 9 năm 2011.
305. ↑  “De Graafschap rondt komst De Winter af”. Bản gốc lưu trữ ngày 30 tháng 12 năm 2014. Truy cập ngày 1 tháng 9 năm 2011.
306. ↑  “FC Emmen verlost Metaj van FC Groningen”. Bản gốc lưu trữ ngày 30 tháng 12 năm 2014. Truy cập ngày 1 tháng 9 năm 2011.
307. ↑  “FC Zwolle haalt Ketting terug naar Nederland”. Bản gốc lưu trữ ngày 30 tháng 12 năm 2014. Truy cập ngày 1 tháng 9 năm 2011.
308. ↑  “FC Groningen bevestigt vertrekt van Ajilore”. Bản gốc lưu trữ ngày 30 tháng 12 năm 2014. Truy cập ngày 1 tháng 9 năm 2011.
309. ↑  Troost op amateurbasis naar AGOVV
310. ↑  “RKC heeft Ajax-spits Castillion definitief beet”. Bản gốc lưu trữ ngày 30 tháng 12 năm 2014. Truy cập ngày 1 tháng 9 năm 2011.
311. ↑  “Flu op amateurbasis naar FC Volendam”. Bản gốc lưu trữ ngày 30 tháng 12 năm 2014. Truy cập ngày 1 tháng 9 năm 2011.
312. ↑  “VVV krijgt verlossende fax: Italiaan Mei is binnen”. Bản gốc lưu trữ ngày 30 tháng 12 năm 2014. Truy cập ngày 1 tháng 9 năm 2011.
313. ↑  “Sterk tekent contract voor FC Emmen”. Bản gốc lưu trữ ngày 30 tháng 12 năm 2014. Truy cập ngày 1 tháng 9 năm 2011.
314. ↑  “Dan Romann naar SC Veendam”. Bản gốc lưu trữ ngày 28 tháng 3 năm 2012. Truy cập ngày 1 tháng 9 năm 2011.
315. ↑  “Schulmeister definitief speler van Almere City”. Bản gốc lưu trữ ngày 30 tháng 12 năm 2014. Truy cập ngày 1 tháng 9 năm 2011.
316. ↑  “Vitesse heeft Kazaishvili definitief beet”. Bản gốc lưu trữ ngày 30 tháng 12 năm 2014. Truy cập ngày 1 tháng 9 năm 2011.
317. ↑  “Vorm tekent: "Ik ben trots op mezelf"”. Bản gốc lưu trữ ngày 30 tháng 12 năm 2014. Truy cập ngày 1 tháng 9 năm 2011.
318. ↑  “AGOVV strikt aanvaller en sponsoren”. Bản gốc lưu trữ ngày 30 tháng 12 năm 2014. Truy cập ngày 1 tháng 9 năm 2011.
319. ↑  “Van Dijk doorstaat keuring bij FC Utrecht”. Bản gốc lưu trữ ngày 30 tháng 12 năm 2014. Truy cập ngày 1 tháng 9 năm 2011.
320. 1 2  “FC Oss vult selectie met Kapralik en Bieber”. Bản gốc lưu trữ ngày 30 tháng 12 năm 2014. Truy cập ngày 1 tháng 9 năm 2011.
321. ↑  “FC Emmen legt Matthieu Bemba vast”. Bản gốc lưu trữ ngày 30 tháng 12 năm 2014. Truy cập ngày 1 tháng 9 năm 2011.
322. ↑  Kelvin Bossman speelgerechtigd bij Helmond Sport
323. ↑  “Derijck neemt ideale stap en tekent bij PSV”. Bản gốc lưu trữ ngày 30 tháng 12 năm 2014. Truy cập ngày 1 tháng 9 năm 2011.
324. ↑  “AZ 'hartstikke blij' met komst Beerens”. Bản gốc lưu trữ ngày 30 tháng 12 năm 2014. Truy cập ngày 1 tháng 9 năm 2011.
325. ↑  “PSV'er Tyton: "Ik ben echt heel blij"”. Bản gốc lưu trữ ngày 30 tháng 12 năm 2014. Truy cập ngày 1 tháng 9 năm 2011.
326. ↑  “Roda JC huurt Poolse spits voor één seizoen”. Bản gốc lưu trữ ngày 30 tháng 12 năm 2014. Truy cập ngày 1 tháng 9 năm 2011.
327. ↑  “RKC Waalwijk pikt transfervrije Sno op”. Bản gốc lưu trữ ngày 30 tháng 12 năm 2014. Truy cập ngày 1 tháng 9 năm 2011.
328. ↑  “Jong-a-Pin kiest voor Japanse J-League”. Bản gốc lưu trữ ngày 30 tháng 12 năm 2014. Truy cập ngày 1 tháng 9 năm 2011.
329. ↑  “Van der Ree kiest voor SC Veendam”. Bản gốc lưu trữ ngày 30 tháng 12 năm 2014. Truy cập ngày 1 tháng 9 năm 2011.
330. ↑  “'Amateur' Rijnink versterkt selectie Telstar”. Bản gốc lưu trữ ngày 30 tháng 12 năm 2014. Truy cập ngày 1 tháng 9 năm 2011.
331. ↑  “Vitesse legt Ajacied Van der Heijden vast”. Bản gốc lưu trữ ngày 30 tháng 12 năm 2014. Truy cập ngày 1 tháng 9 năm 2011.
332. ↑  “De Graafschap heeft Sreckovic eindelijk binnen”. Bản gốc lưu trữ ngày 30 tháng 12 năm 2014. Truy cập ngày 1 tháng 9 năm 2011.
333. ↑  “Zomer naar Heerenveen, Djuric weg”. Bản gốc lưu trữ ngày 30 tháng 12 năm 2014. Truy cập ngày 1 tháng 9 năm 2011.
334. ↑  “FC Utrecht huurt Sneijder met optie tot koop”. Bản gốc lưu trữ ngày 30 tháng 12 năm 2014. Truy cập ngày 1 tháng 9 năm 2011.
335. ↑  “AZ en Romero zijn definitief van elkaar af”. Bản gốc lưu trữ ngày 30 tháng 12 năm 2014. Truy cập ngày 1 tháng 9 năm 2011.
336. ↑  “Graafland is weer thuis bij Feyenoord”. Bản gốc lưu trữ ngày 30 tháng 12 năm 2014. Truy cập ngày 1 tháng 9 năm 2011.
337. ↑  “Vitesse huurt verdediger Kalas van Chelsea”. Bản gốc lưu trữ ngày 30 tháng 12 năm 2014. Truy cập ngày 1 tháng 9 năm 2011.
338. ↑  “Vitesse kondigt komst Ghanees Annan aan”. Bản gốc lưu trữ ngày 30 tháng 12 năm 2014. Truy cập ngày 1 tháng 9 năm 2011.
339. ↑  “NEC vult frontlinie aan met Hongaar Eppel”. Bản gốc lưu trữ ngày 30 tháng 12 năm 2014. Truy cập ngày 1 tháng 9 năm 2011.
340. ↑  “FC Den Bosch strikt proefspeler Boddaert”. Bản gốc lưu trữ ngày 30 tháng 12 năm 2014. Truy cập ngày 1 tháng 9 năm 2011.
341. ↑  “Gersom Klok (20) van Go Ahead Eagles naar HHC Hardenberg”. Bản gốc lưu trữ ngày 2 tháng 10 năm 2011. Truy cập ngày 1 tháng 9 năm 2011.
342. ↑  “Pinas tekent contract bij Maccabi Netanya”. Bản gốc lưu trữ ngày 30 tháng 12 năm 2014. Truy cập ngày 1 tháng 9 năm 2011.
343. ↑  “Booy: "Bovenberg een welkome versterking"”. Bản gốc lưu trữ ngày 30 tháng 12 năm 2014. Truy cập ngày 1 tháng 9 năm 2011.
344. 1 2  “ADO plukt jonge Tano weg bij FC Volendam”. Bản gốc lưu trữ ngày 30 tháng 12 năm 2014. Truy cập ngày 1 tháng 9 năm 2011.
345. ↑  “Redan zet Ooijer-rol uit zijn hoofd en wordt amateur”. Bản gốc lưu trữ ngày 30 tháng 12 năm 2014. Truy cập ngày 1 tháng 9 năm 2011.
346. ↑  “Oss haalt Britse spits op in IJsland”. Bản gốc lưu trữ ngày 30 tháng 12 năm 2014. Truy cập ngày 1 tháng 9 năm 2011.
347. ↑  “Cillessen kost Ajax ruim drie miljoen”. Bản gốc lưu trữ ngày 30 tháng 12 năm 2014. Truy cập ngày 1 tháng 9 năm 2011.
348. ↑  “NEC Nijmegen vindt in Paauwe extra doelman”. Bản gốc lưu trữ ngày 30 tháng 12 năm 2014. Truy cập ngày 1 tháng 9 năm 2011.
349. 1 2  “ADO haalt Horváth terug en heeft Verhoek beet”. Bản gốc lưu trữ ngày 30 tháng 12 năm 2014. Truy cập ngày 1 tháng 9 năm 2011.
350. ↑  “Chelsea-aanwinst op huurbasis naar Vitesse”. Bản gốc lưu trữ ngày 30 tháng 12 năm 2014. Truy cập ngày 1 tháng 9 năm 2011.
351. ↑  “Heerenveen bindt Van la Parra voor tien maanden”. Bản gốc lưu trữ ngày 9 tháng 11 năm 2011. Truy cập ngày 1 tháng 9 năm 2011.
352. ↑  “Helmond Sport haalt Sequeira binnen”. Bản gốc lưu trữ ngày 30 tháng 12 năm 2014. Truy cập ngày 1 tháng 9 năm 2011.
353. 1 2  “Schepers naar Utrecht, maar blijft bij Cambuur”. Bản gốc lưu trữ ngày 30 tháng 12 năm 2014. Truy cập ngày 1 tháng 9 năm 2011.
354. ↑  “'Versterking' Conboy tekent contract bij NEC”. Bản gốc lưu trữ ngày 30 tháng 12 năm 2014. Truy cập ngày 1 tháng 9 năm 2011.
355. ↑  “Aanvaller Denissen keert terug bij Willem II”. Bản gốc lưu trữ ngày 30 tháng 12 năm 2014. Truy cập ngày 1 tháng 9 năm 2011.
356. ↑  “AGOVV huurt doelman van FC Utrecht”. Bản gốc lưu trữ ngày 30 tháng 12 năm 2014. Truy cập ngày 1 tháng 9 năm 2011.
357. ↑  Ajax contracteert Dmitry Bulykin
358. ↑  “Roda JC heeft Poolse huurling van Porto binenn”. Bản gốc lưu trữ ngày 30 tháng 12 năm 2014. Truy cập ngày 1 tháng 9 năm 2011.
359. ↑  “ADO Den Haag voegt Mörec toe aan selectie”. Bản gốc lưu trữ ngày 30 tháng 12 năm 2014. Truy cập ngày 1 tháng 9 năm 2011.
360. 1 2  “ADO stuurt Beugelsdijk alsnog naar Dordt”. Bản gốc lưu trữ ngày 30 tháng 12 năm 2014. Truy cập ngày 1 tháng 9 năm 2011.
361. 1 2 3  “Telstar trekt Cijntje, Sheotahul en Irwin aan”. Bản gốc lưu trữ ngày 30 tháng 12 năm 2014. Truy cập ngày 1 tháng 9 năm 2011.
362. ↑  “PSV bevestigt vertrek Bakkal naar Feyenoord”. Bản gốc lưu trữ ngày 30 tháng 12 năm 2014. Truy cập ngày 1 tháng 9 năm 2011.
363. ↑  “A mieinkkel készül Juha Hakola”. Bản gốc lưu trữ ngày 12 tháng 11 năm 2013. Truy cập ngày 1 tháng 9 năm 2011.
364. ↑  “Huurling Zeefuik rondt stap naar NEC af”. Bản gốc lưu trữ ngày 30 tháng 12 năm 2014. Truy cập ngày 1 tháng 9 năm 2011.
365. 1 2  “Sparta ziet Willems naar PSV vertrekken”. Bản gốc lưu trữ ngày 30 tháng 12 năm 2014. Truy cập ngày 1 tháng 9 năm 2011.
366. ↑  “Feyenoord presenteert vastberaden Guidetti”. Bản gốc lưu trữ ngày 30 tháng 12 năm 2014. Truy cập ngày 1 tháng 9 năm 2011.
367. ↑  “PSV meldt akkoord over transfers Matavz”. Bản gốc lưu trữ ngày 30 tháng 12 năm 2014. Truy cập ngày 1 tháng 9 năm 2011.
368. ↑  “FC Groningen blij met komst spits Texeira”. Bản gốc lưu trữ ngày 30 tháng 12 năm 2014. Truy cập ngày 1 tháng 9 năm 2011.
369. ↑  “Eriksson verhuurd aan Zweedse Häcken”. Bản gốc lưu trữ ngày 28 tháng 9 năm 2011. Truy cập ngày 1 tháng 9 năm 2011.
370. ↑  “Fer naar Twente: Kogel is door de kerk”. Bản gốc lưu trữ ngày 30 tháng 12 năm 2014. Truy cập ngày 1 tháng 9 năm 2011.
371. ↑  “Orbaiz arrives in Greece, set to join Olympiacos on loan”. Bản gốc lưu trữ ngày 31 tháng 3 năm 2012. Truy cập ngày 1 tháng 9 năm 2011.
372. ↑  “NEC haalt met Vadócz 'verrijking voor Eredivisie'”. Bản gốc lưu trữ ngày 30 tháng 12 năm 2014. Truy cập ngày 1 tháng 9 năm 2011.
373. 1 2 3 4  “AGOVV haalt uit op transfermarkt”. Bản gốc lưu trữ ngày 23 tháng 2 năm 2013. Truy cập ngày 1 tháng 9 năm 2011.
374. ↑  “NEC laat Fejzullahu op huurbasis vertrekken”. Bản gốc lưu trữ ngày 30 tháng 12 năm 2014. Truy cập ngày 1 tháng 9 năm 2011.
375. ↑  “Excelsior schiet bij zestiende poging raak”. Bản gốc lưu trữ ngày 30 tháng 12 năm 2014. Truy cập ngày 1 tháng 9 năm 2011.
376. ↑  “Estse routinier gaat defensie Vitesse leiden”. Bản gốc lưu trữ ngày 30 tháng 12 năm 2014. Truy cập ngày 1 tháng 9 năm 2011.
377. ↑  “MVV haalt Italiaanse Belg op amateurbasis”. Bản gốc lưu trữ ngày 30 tháng 12 năm 2014. Truy cập ngày 1 tháng 9 năm 2011.
378. ↑  “Mokhtar kiest voor verhuur aan Eindhoven”. Bản gốc lưu trữ ngày 30 tháng 12 năm 2014. Truy cập ngày 1 tháng 9 năm 2011.
379. ↑  “Giorgios Pitharoulis”. Bản gốc lưu trữ ngày 28 tháng 3 năm 2012. Truy cập ngày 1 tháng 9 năm 2011.
380. ↑  “Machlas strikt voormalig Roda-speler Bodor”. Bản gốc lưu trữ ngày 30 tháng 12 năm 2014. Truy cập ngày 1 tháng 9 năm 2011.
381. ↑  “Fortuna haalt herstellende Ofrany binnen”. Bản gốc lưu trữ ngày 30 tháng 12 năm 2014. Truy cập ngày 1 tháng 9 năm 2011.
382. ↑  “FC Twente bevestigt: Ruiz naar Fulham”. Bản gốc lưu trữ ngày 30 tháng 12 năm 2014. Truy cập ngày 1 tháng 9 năm 2011.
383. ↑  “FC Zwolle weet 'dure' Cicek toch te strikken”. Bản gốc lưu trữ ngày 30 tháng 12 năm 2014. Truy cập ngày 1 tháng 9 năm 2011.

Bản mẫu:Eerste Divisie